# Echinoidea
Echinoidea Leske, 1778 è una classe del phylum Echinodermata che comprende gli organismi marini comunemente denominati ricci di mare.

## Descrizione

### Adulto

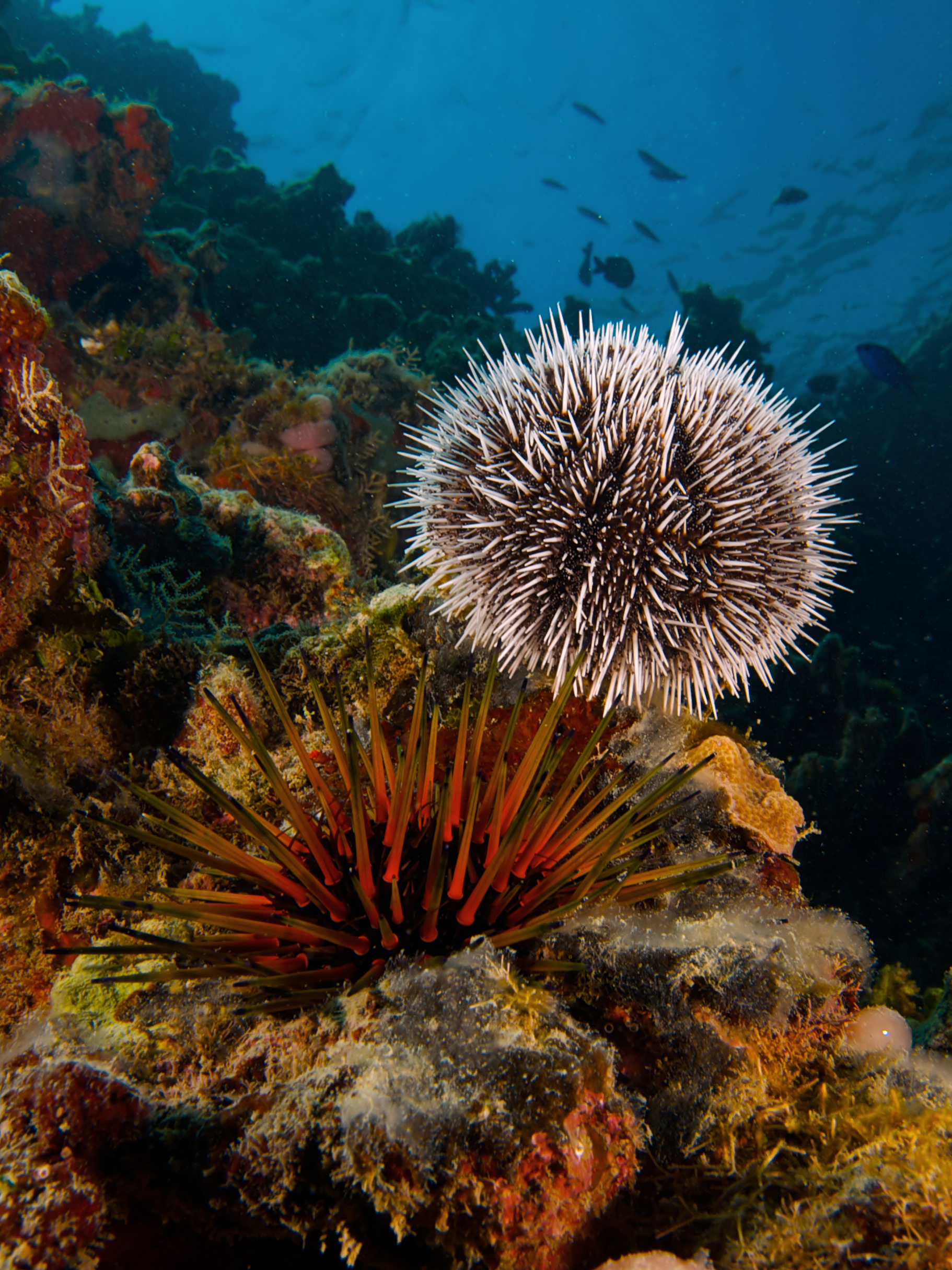
Due ricci tropicali adulti, Tripneustes ventricosus e Echinometra viridis.

Negli Echinoidei Regolari il corpo è sostenuto da un dermascheletro di calcite nel derma che forma una teca sferica. Esternamente la teca appare divisa in dieci settori meridiani: cinque aree ambulacrali, alternate da altrettante aree inter-ambulacrali. Le prime sono perforate per permettere la fuoriuscita degli organi di movimento, i pedicelli ambulacrali, le seconde invece non sono perforate e contengono le gonadi. Il dermascheletro inoltre porta annesse numerose spine con funzione difensiva.
La superficie aborale è rivolta verso l'alto e presenta centralmente l'ano circondato da dieci piastre, di cui cinque sono piccole e in corrispondenza delle aree ambulacrali, mentre le altre cinque, più grandi, sono in corrispondenza delle aree inter-ambulacrali e portano un foro per la fuoriuscita dei gameti (sono chiamate infatti anche piastre genitali). Una di queste ultime è il madreporite, riconoscibile dal fatto che ha dimensioni maggiori ed è munita di molti fori per il passaggio dell'acqua.
La superficie orale è invece rivolta verso il basso e presenta centralmente la bocca con l'organo per l'alimentazione, la lanterna di Aristotele: essa è costituita da quaranta ossicoli disposti a formare cinque piramidi con la base rivolta verso l'alto, entro ognuna delle quali è alloggiato un dente; la struttura è resa mobile da fasci muscolari che consentono l'estrazione dell'organo per raspare il terreno. Inoltre nella zona periorale sono situate le branchie. L'asse oro-aborale è quindi perpendicolare al substrato.
Il sistema acquifero è l'organo che consente il movimento sfruttando la pressione idrostatica. È composto da una serie di canali interni di origine celomatica. L'acqua entra dal madreporite, percorre il canale petroso e arriva all'anello circumesofageo; da qui si dipartono cinque canali radiali, uno per settore ambulacrale. Ad ogni canale radiale è collegata una serie di pedicelli ambulacrali che fuoriescono dalla teca tramite i pori ambulacrali e che possono terminare con ventose per facilitare la locomozione.
Gli Echinoidei Irregolari hanno invece un dermascheletro cuoriforme, con asse oro-aborale spostato in obliquo. Inoltre le aree ambulacrali assumono una forma a cinque petali e vengono chiamati petaloidi. Un sottogruppo di Echinoidei Irregolari, come quelli della famiglia Clypeasteridae, ha invece la teca appiattita e comprende i cosiddetti dollari della sabbia.
Molti elementi conducono ad una simmetria pentaraggiata (quali i cinque settori ambulacrali, i cinque canali radiali, la struttura a cinque piramidi della lanterna di Aristotele), ma essa è in realtà pseudo-pentaraggiata, dal momento che il madreporite è impari e consente di individuare un asse di simmetria bilaterale. La simmetria è invece esclusivamente bilaterale negli Echinoidei Irregolari.

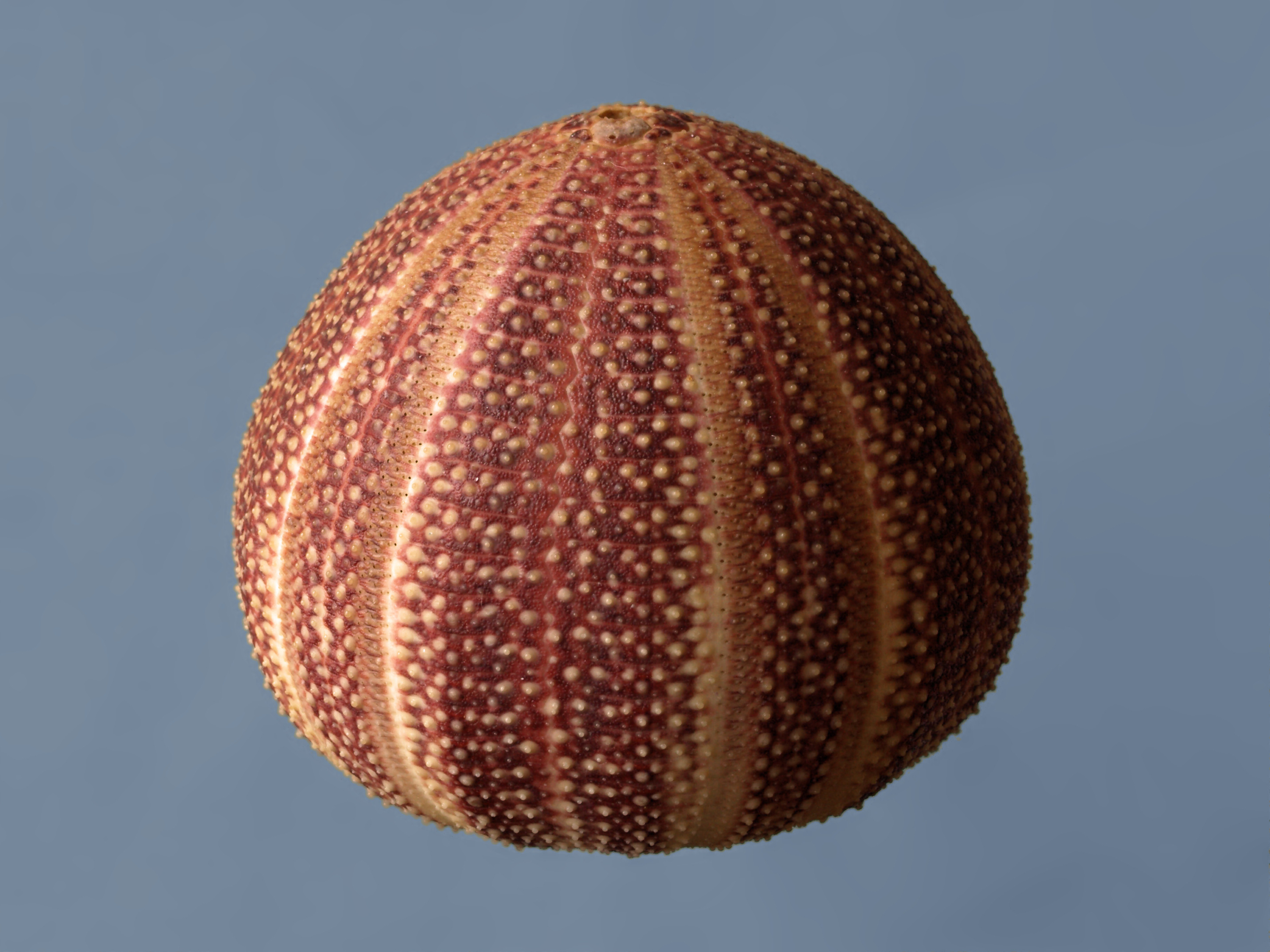
Dermascheletro di Echinus esculentus, un riccio di mare regolare.
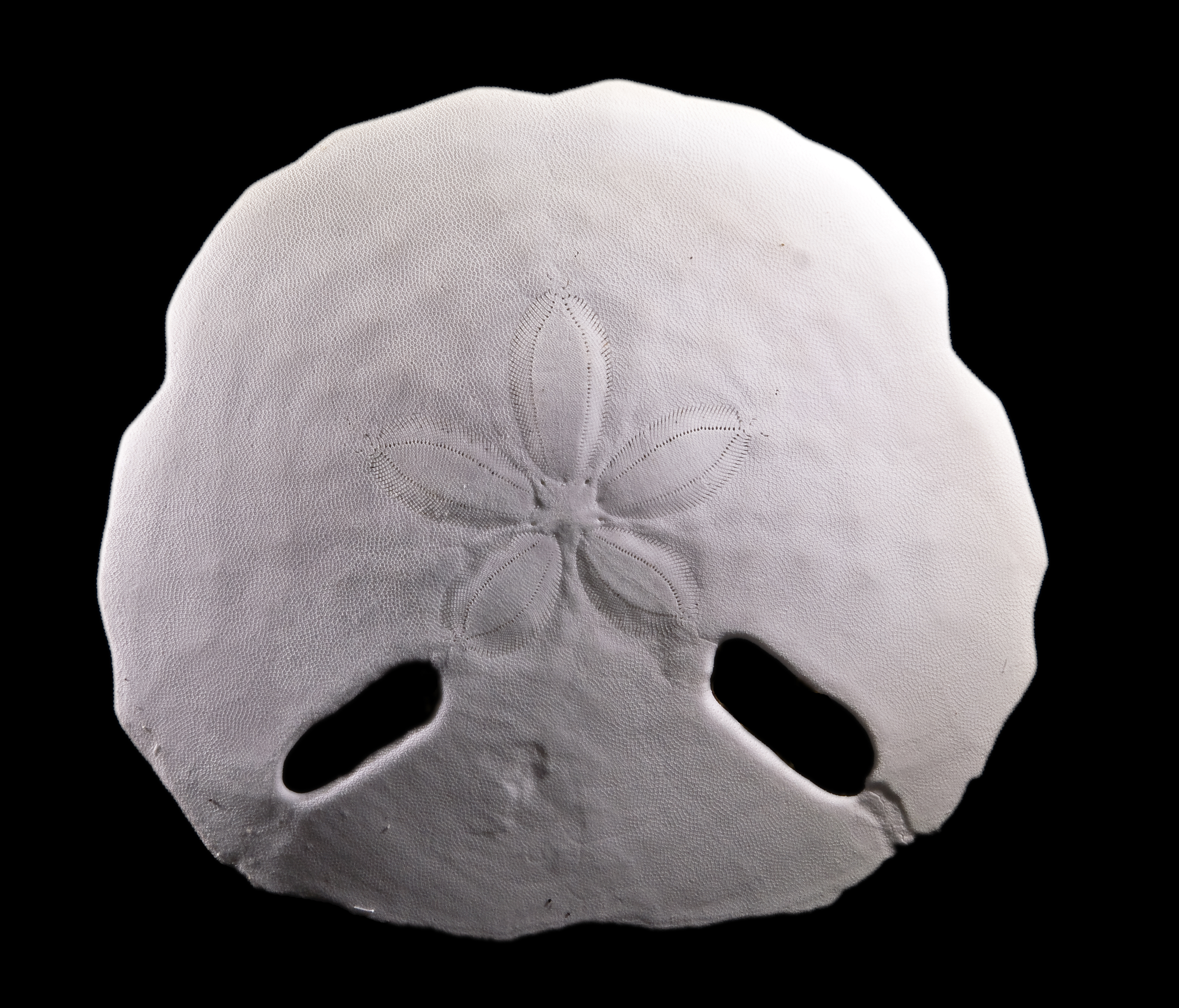
Dermascheletro di Echinodiscus tenuissimus, un riccio di mare irregolare (piatto).
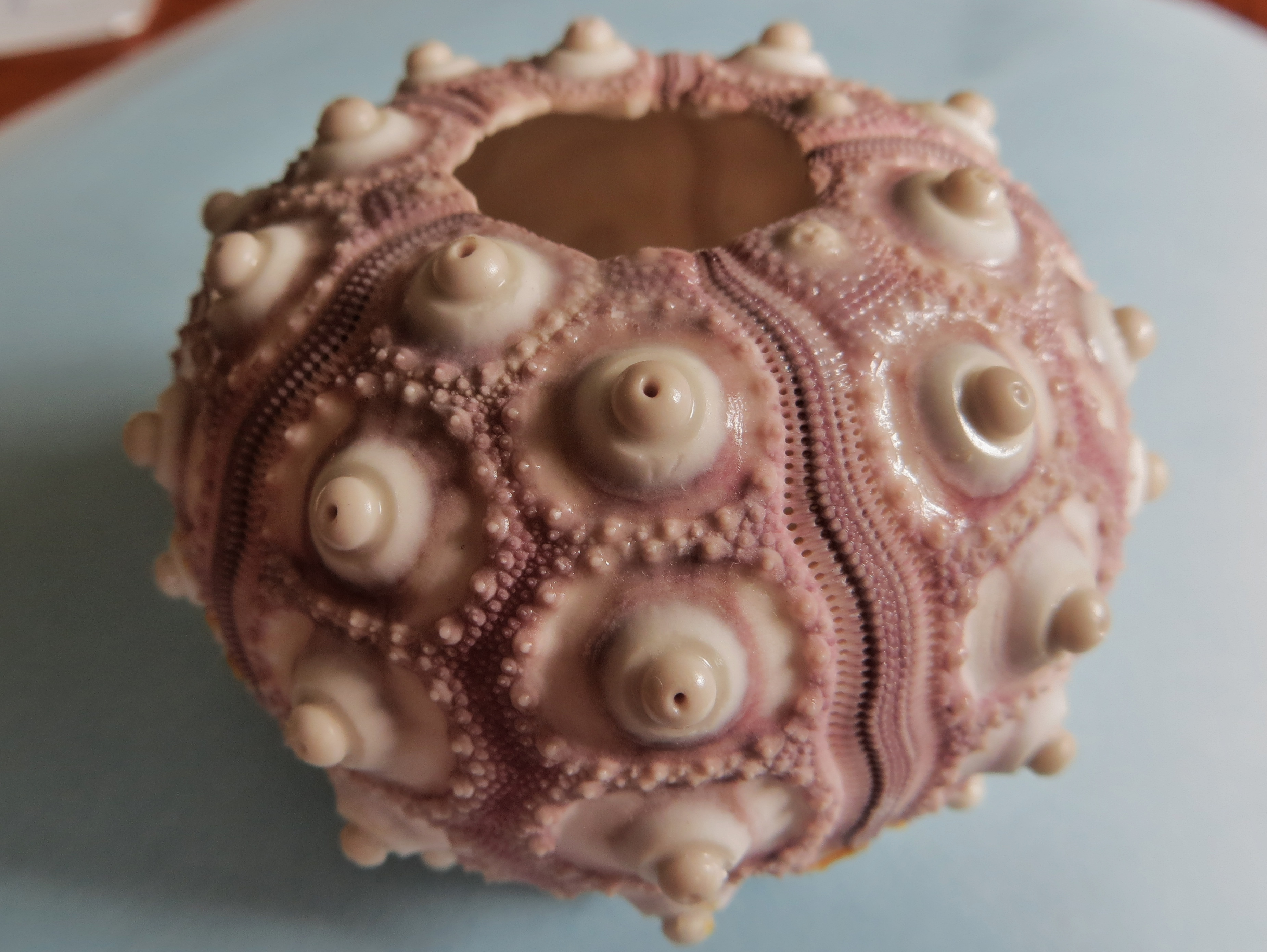
Dermascheletro di Phyllacanthus imperialis, un riccio cidaroide. Questi sono caratterizzati dal tubercolo primario molto allargato, su cui si inseriscono degli spessi radioli.
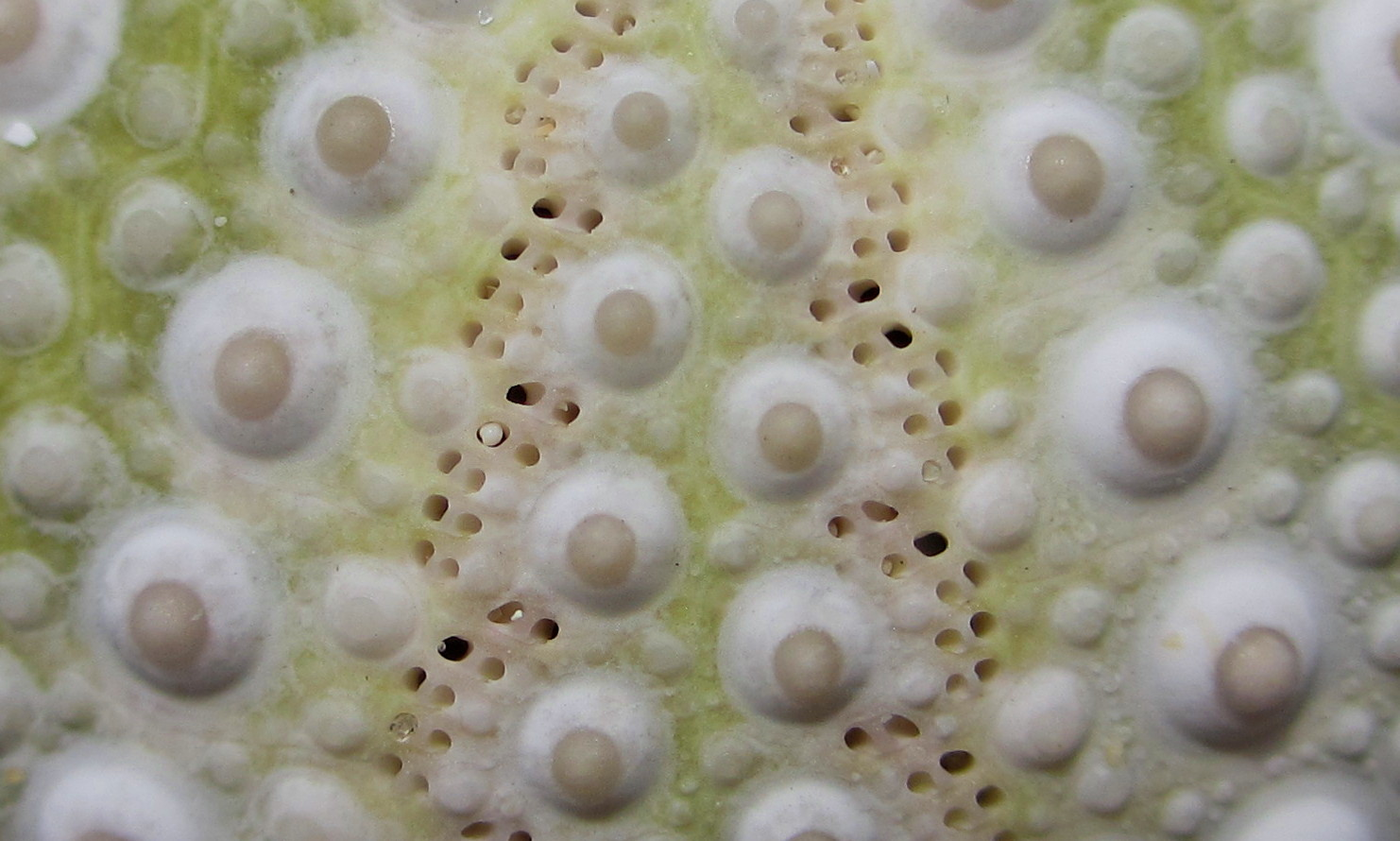
Dettaglio della parete del dermascheletro di riccio di mare regolare. Si vede un'area ambulacrale centrale delimitata da due file di paia di pori, in mezzo a due aree interambulacrali. I tubercoli di inserzione dei radioli qui non sono perforati.
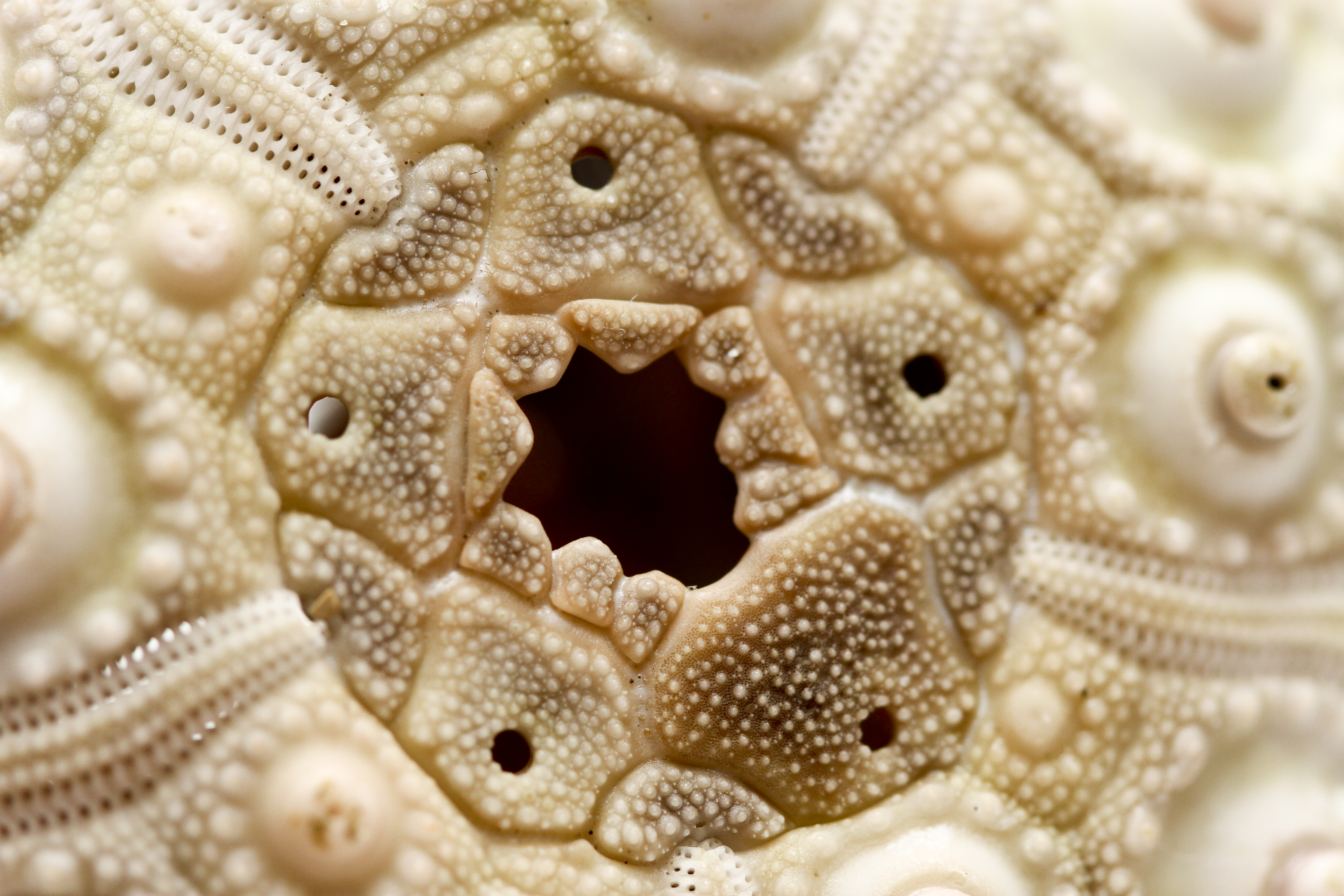
Dettaglio del sistema apicale di un riccio di mare (cidaroide):  Le cinque perforazioni sono i pori genitali, ed il buco al centro l'ano, o "peripròcto". La più grossa piastra genitale è la piastra madrepòrica (=madreporite).

### Larva

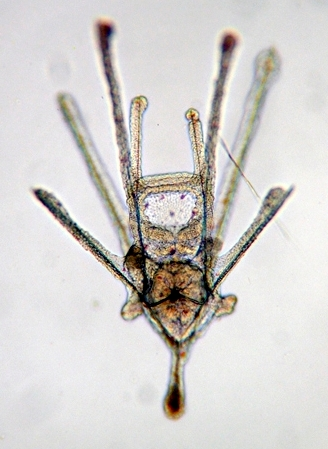
Pluteo di Echinocardium sp.

La larva, detta echinopluteo o semplicemente pluteo, possiede 6-8 paia di braccia che sostengono bande ciliate usate per l'alimentazione e la locomozione. Ha una vita planctonica che dura parecchi mesi, al termine della quale si deposita sul fondo per dar vita alla forma di adulto. Presenta simmetria bilaterale.

## Distribuzione e habitat
Gli Echinoidea sono diffusi nelle acque dei tre principali oceani, dai poli all'equatore, nonché nel mar Mediterraneo.
Possono essere trovati in ogni tipo di habitat marino, dalla zona intertidale sino a profondità di oltre 5 000 metri. È possibile ritrovare molti di questi endoscheletri nei fondali marini e anche presso la costa marina.

## Tassonomia
Una recente analisi filogenetica basata sulle caratteristiche morfologiche dell'endoscheletro di 169 specie sia viventi che fossili ha ridefinito i rapporti all'interno di questo raggruppamento includendovi i seguenti taxon:
- Sottoclasse Cidaroidea Smith, 1984
  - Ordine Cidaroida Claus, 1880

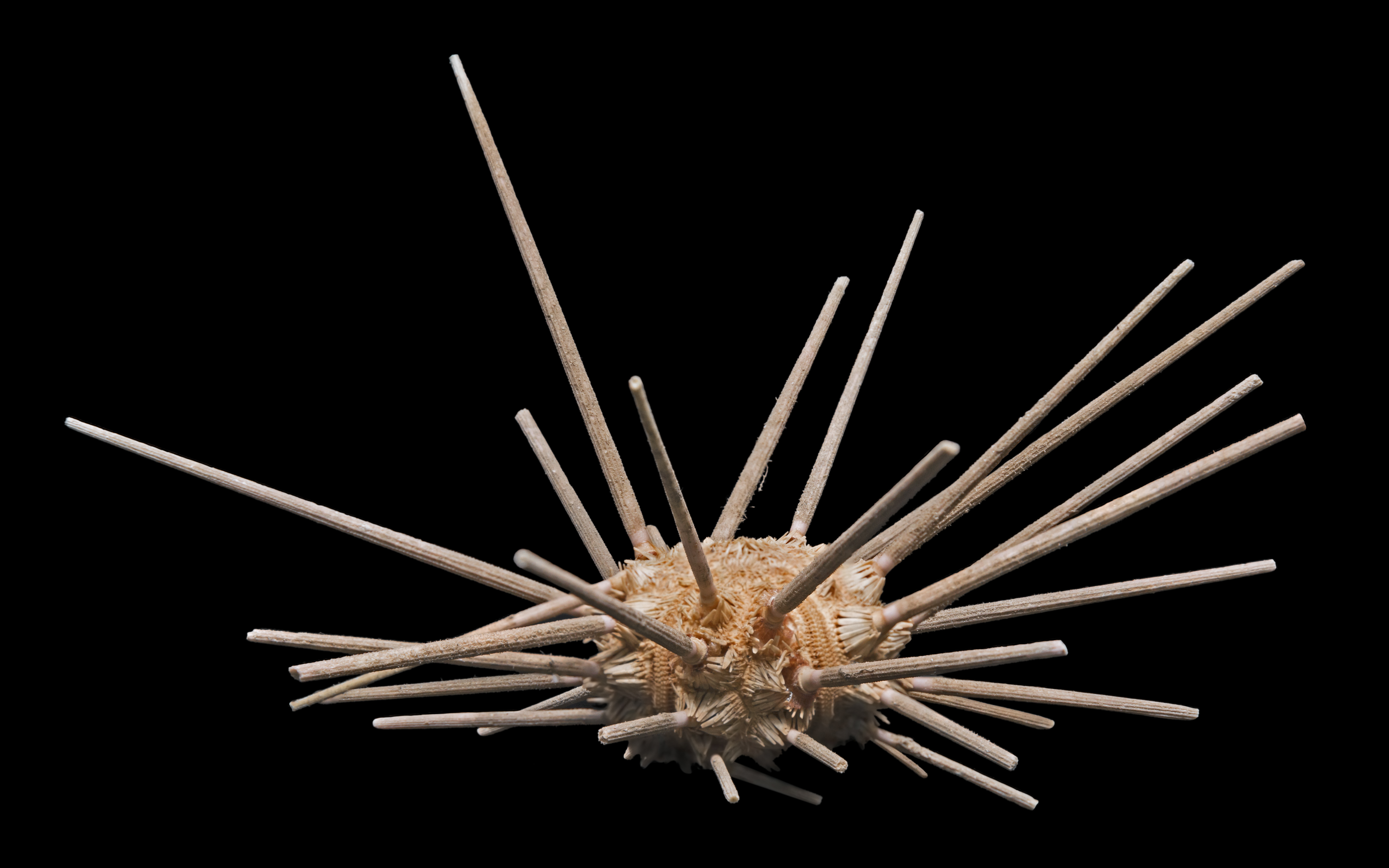
Cidaris cidaris (Cidaridae)

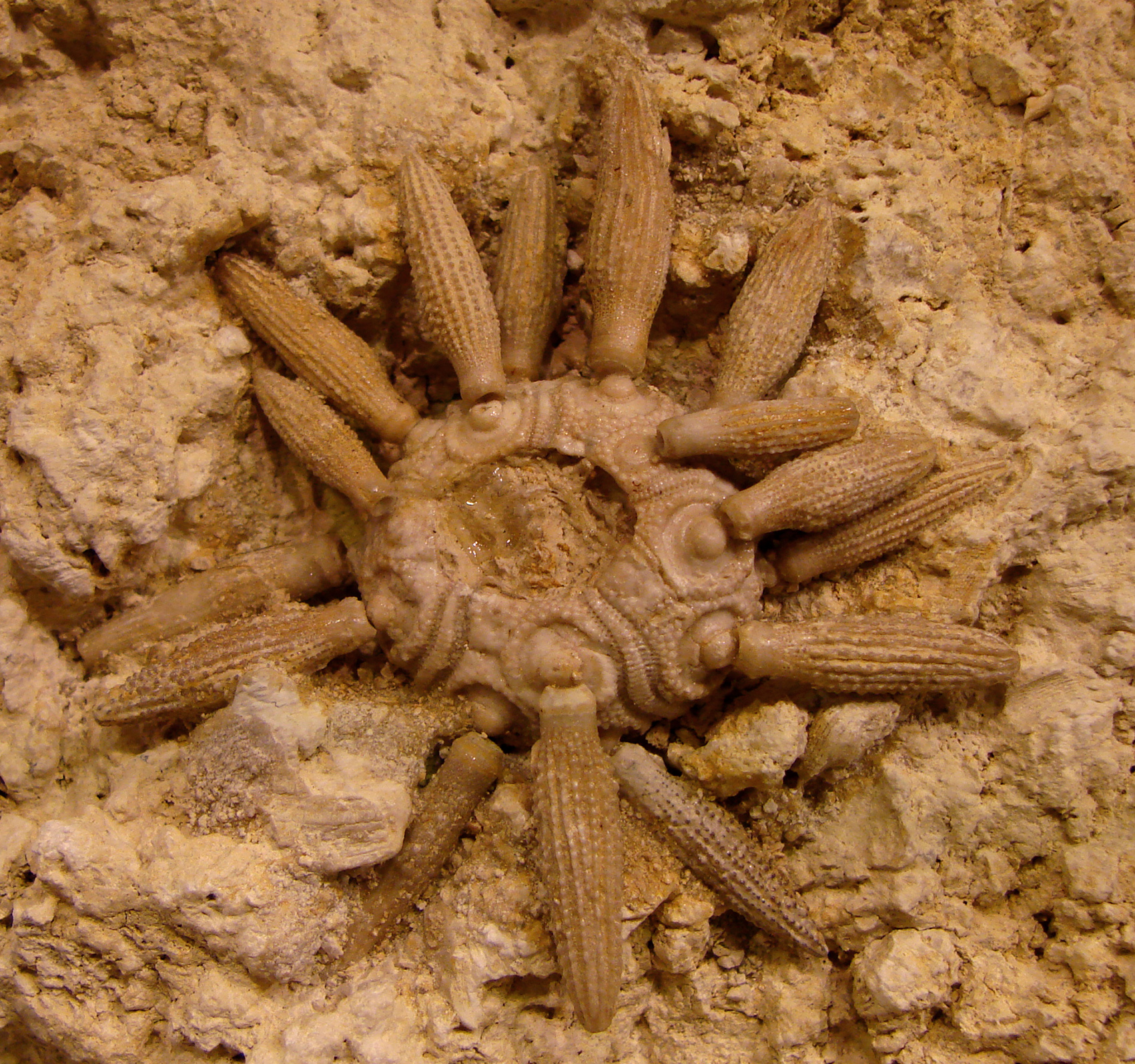
Balanocidaris marginata (Psychocidaridae)

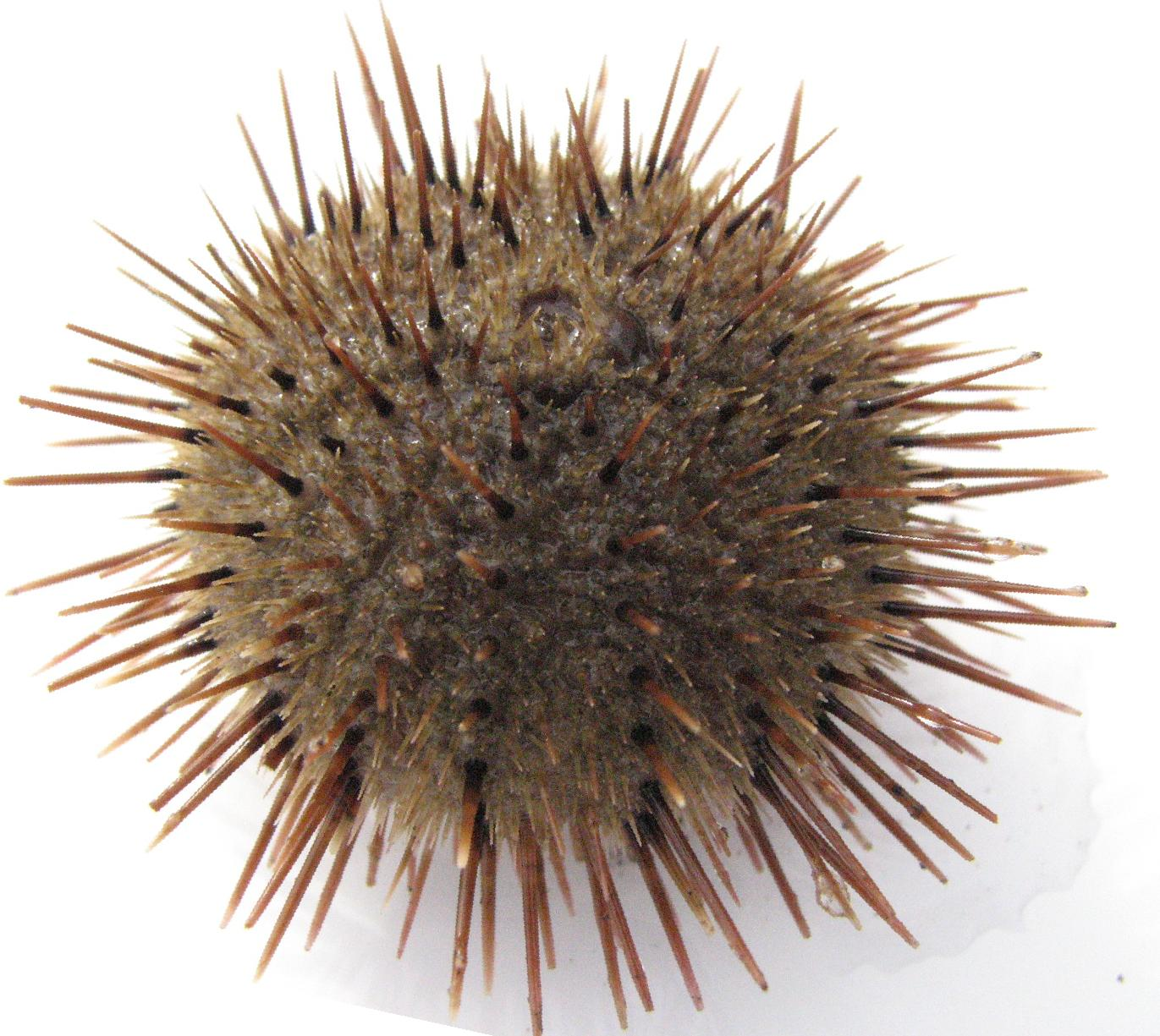
Glyptocidaris crenularis (Phymosomatidae)

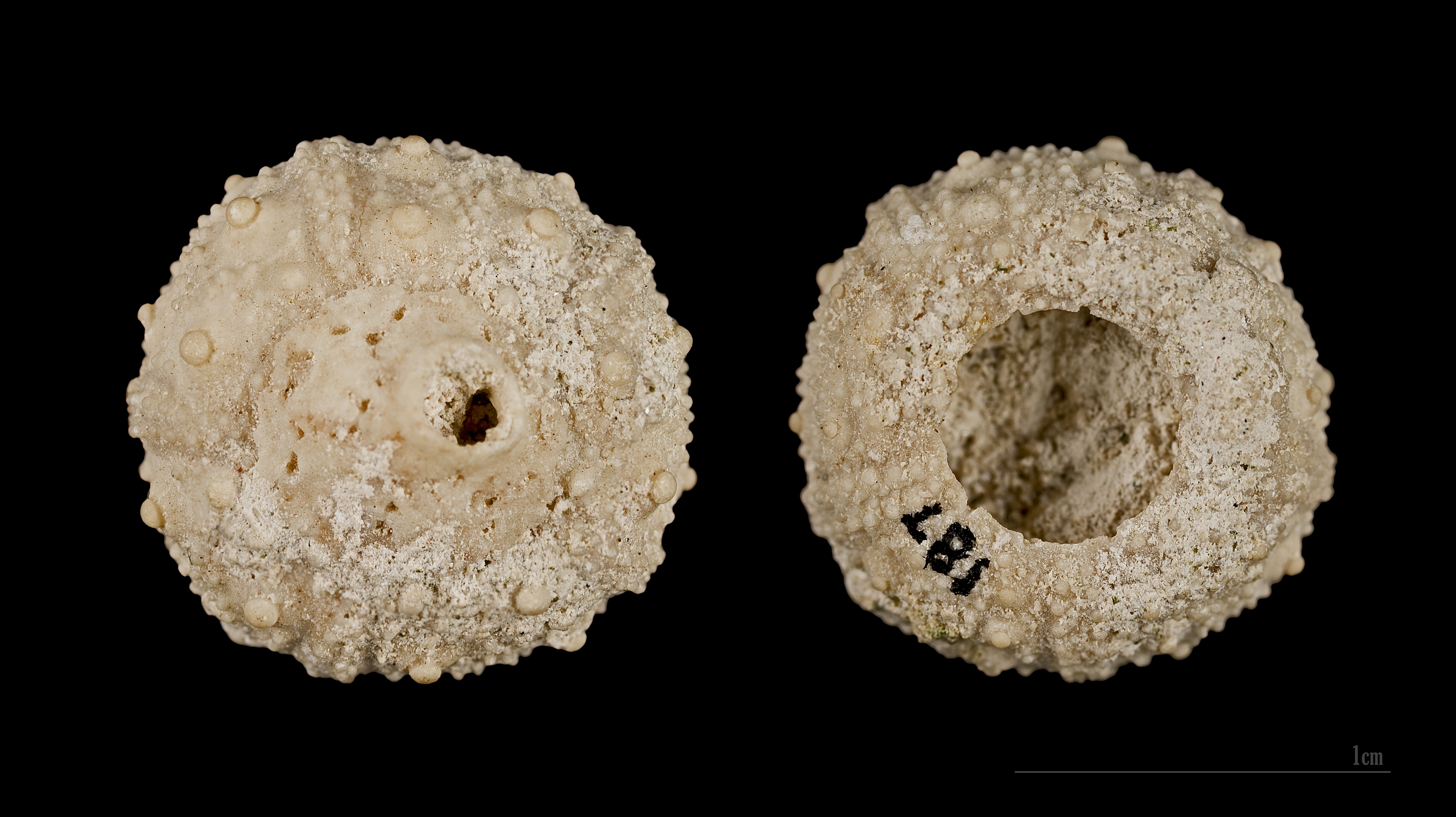
Salenia petalifera (Saleniidae)

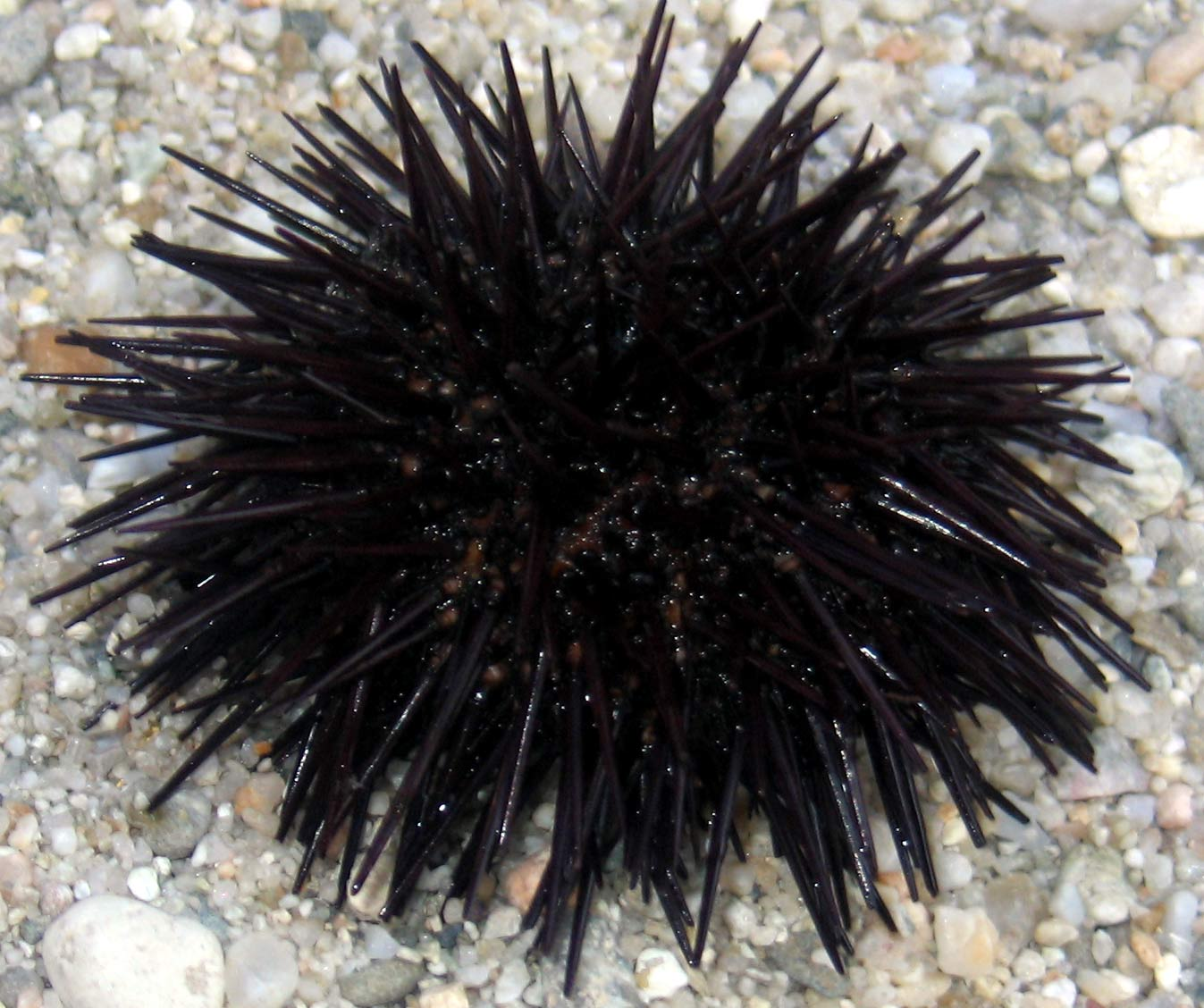
Arbacia lixula (Arbaciidae)

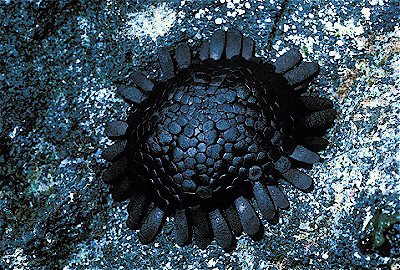
Colobocentrotus atratus (Echinometridae)

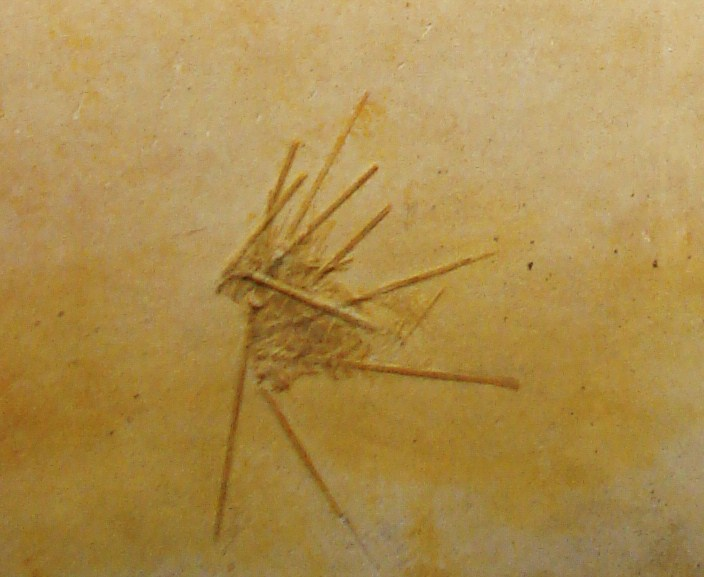
Hemicidaris intermedia (Hemicidaridae)

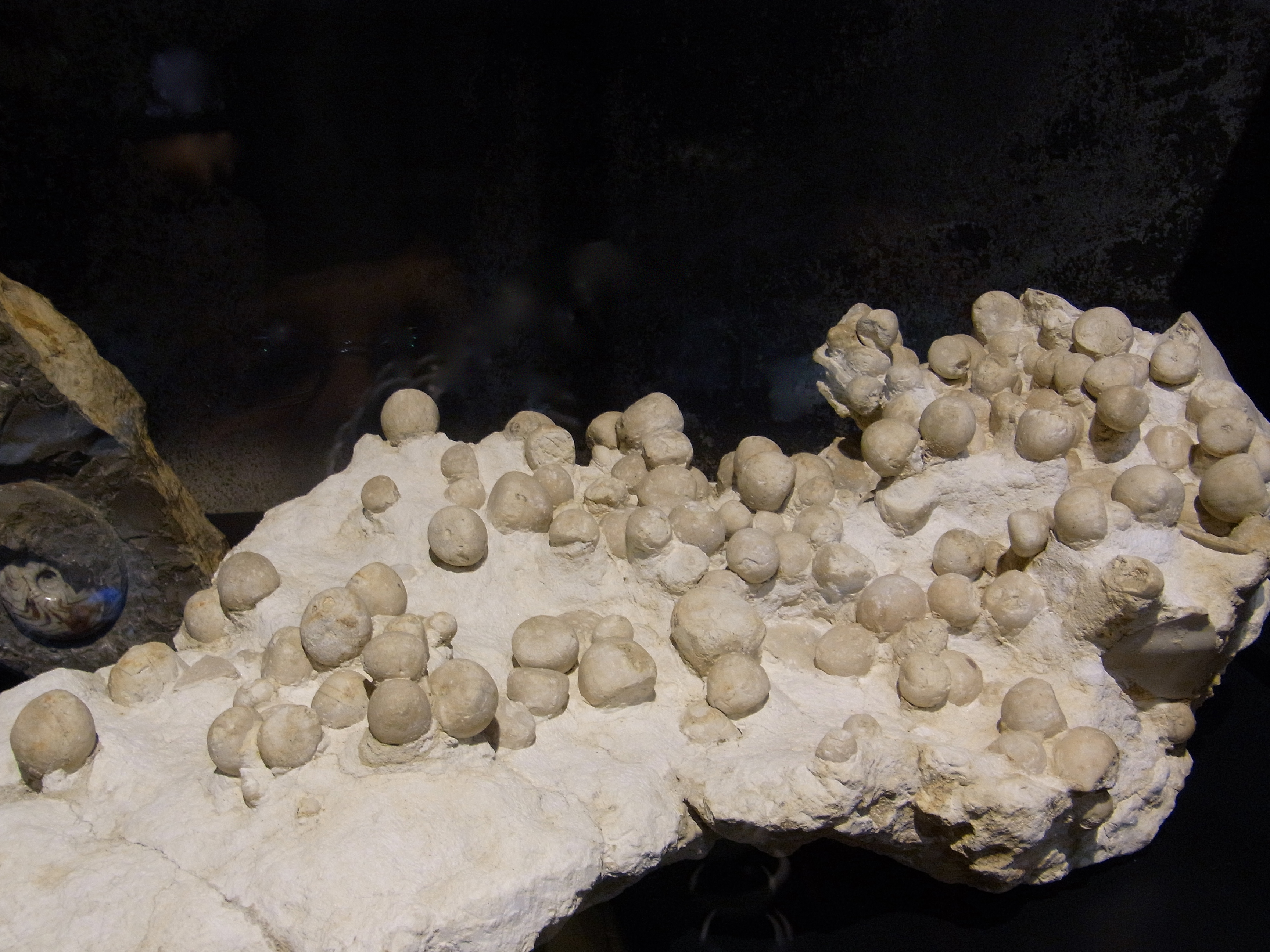
Conulus subrotundatus (Conulidae)

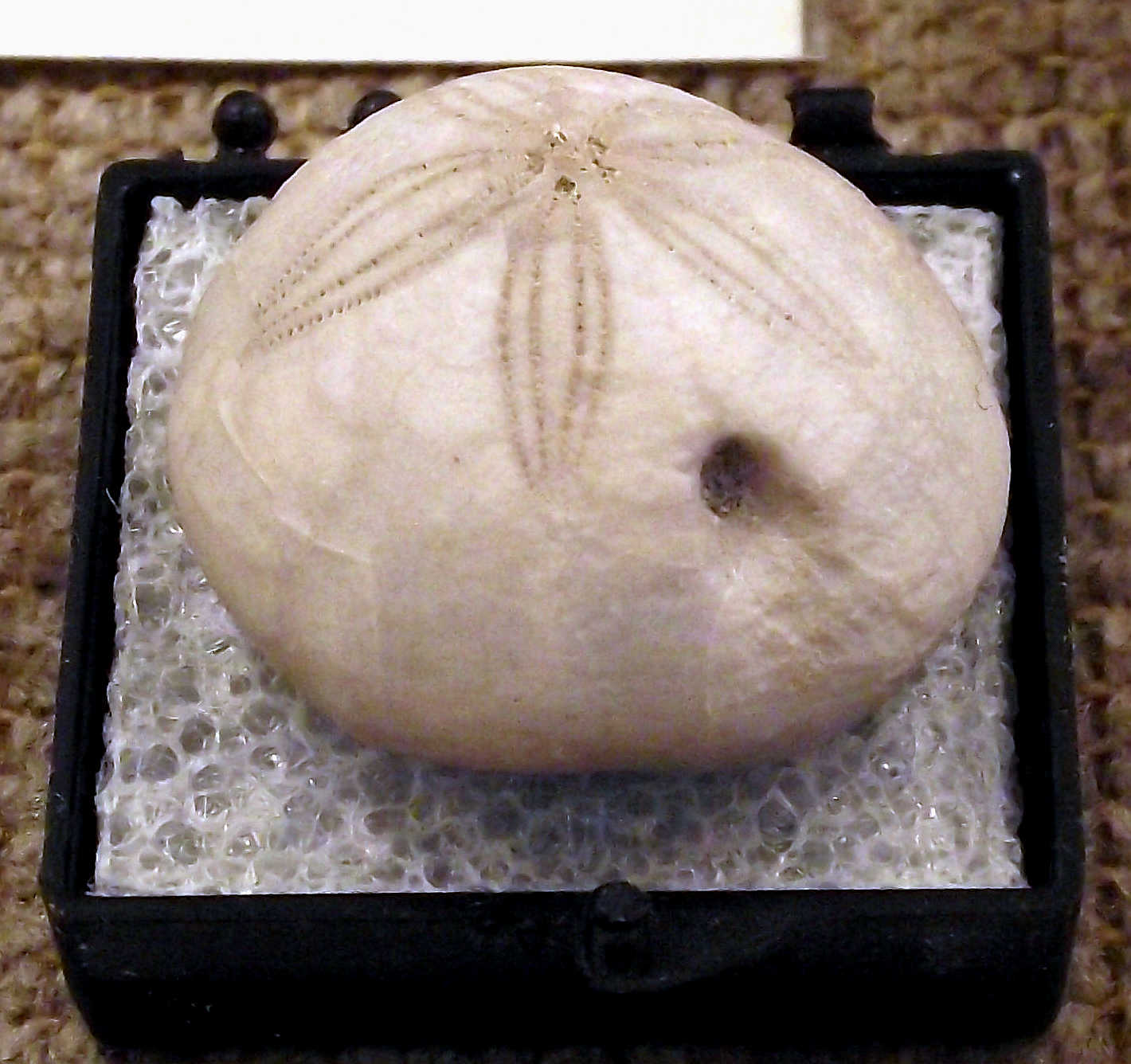
Hardouinia florealis (Faujasiidae)

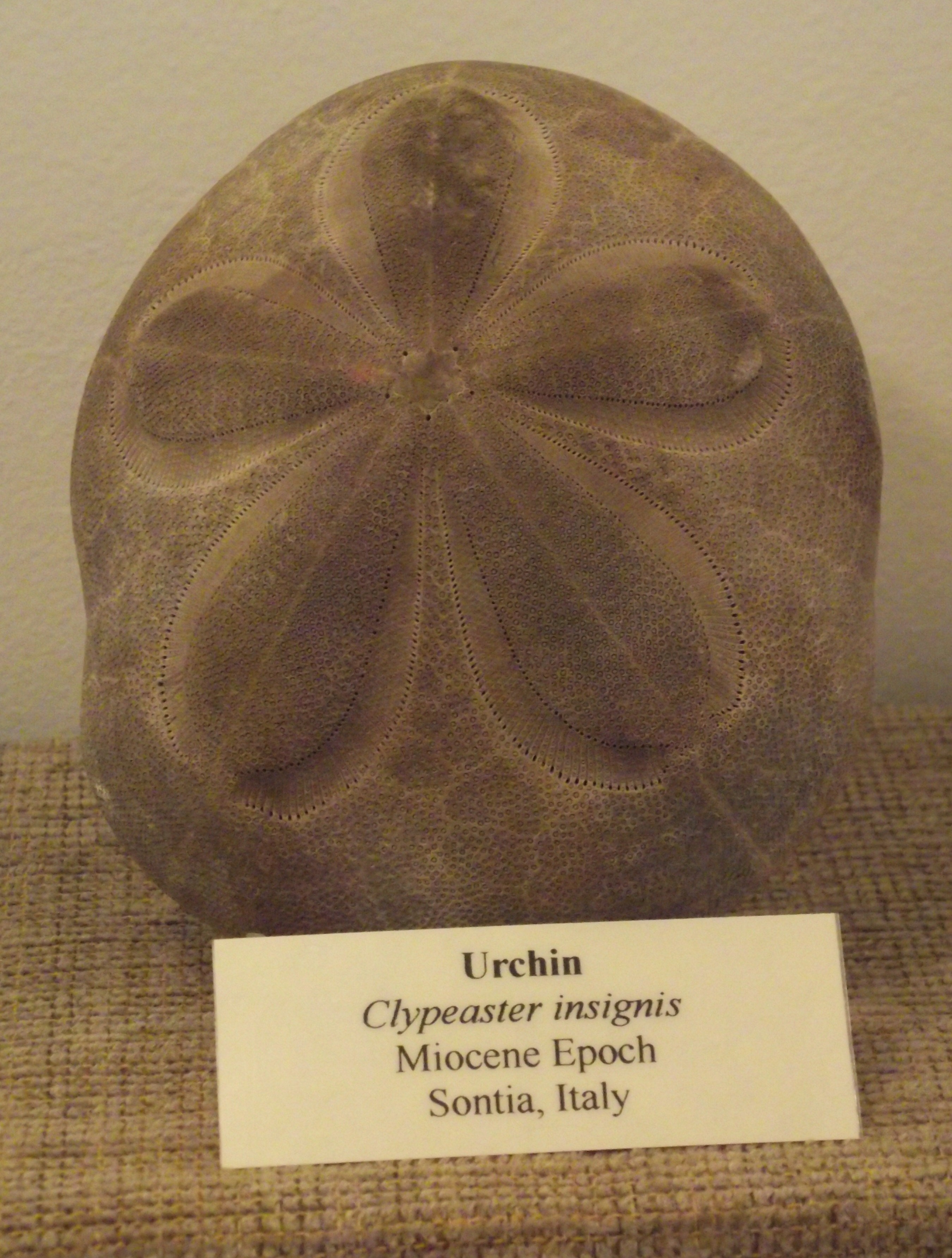
Clypeaster insignis (Clypeasteridae)

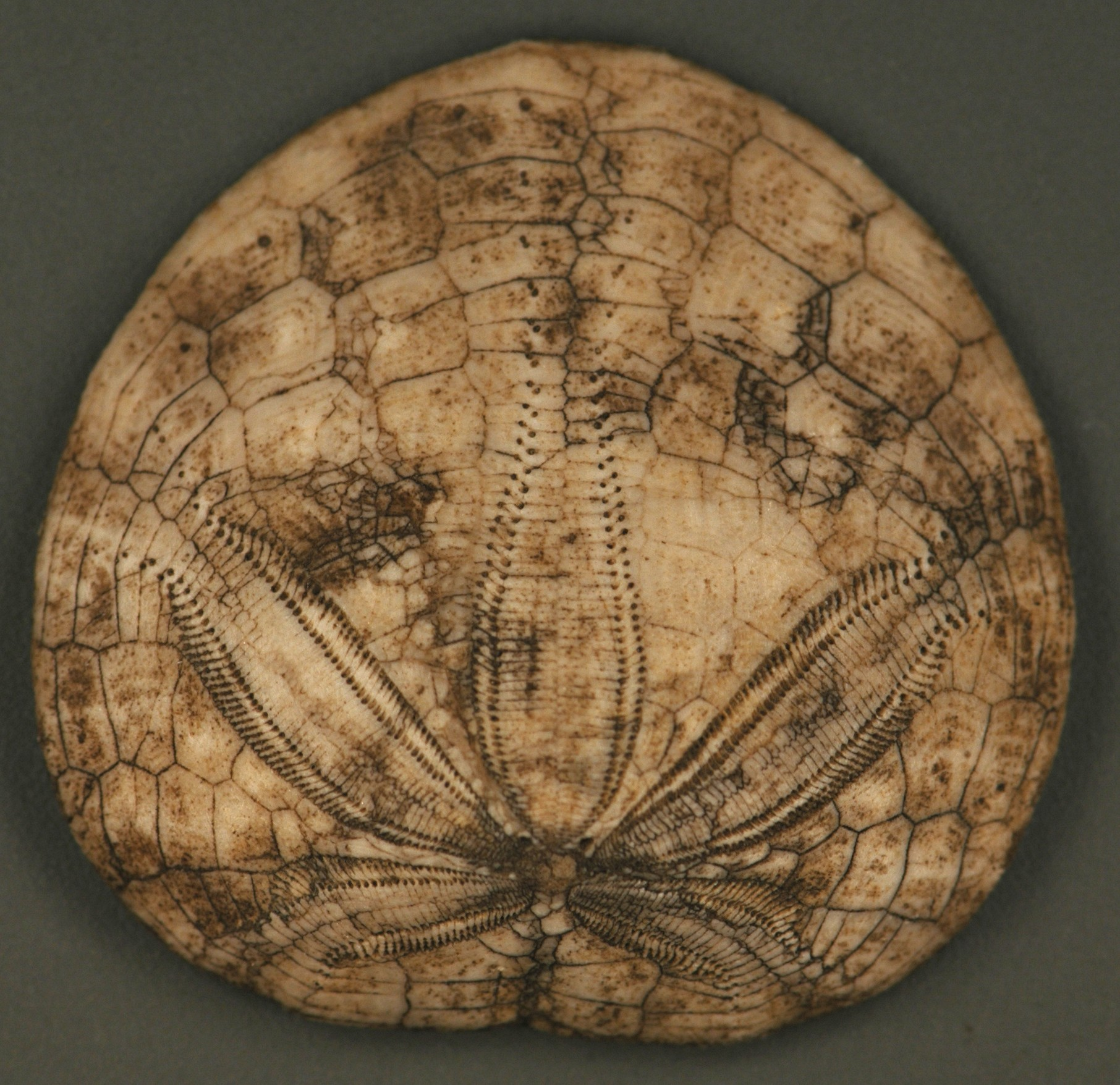
Dendraster gibbsii (Dendrasteridae)

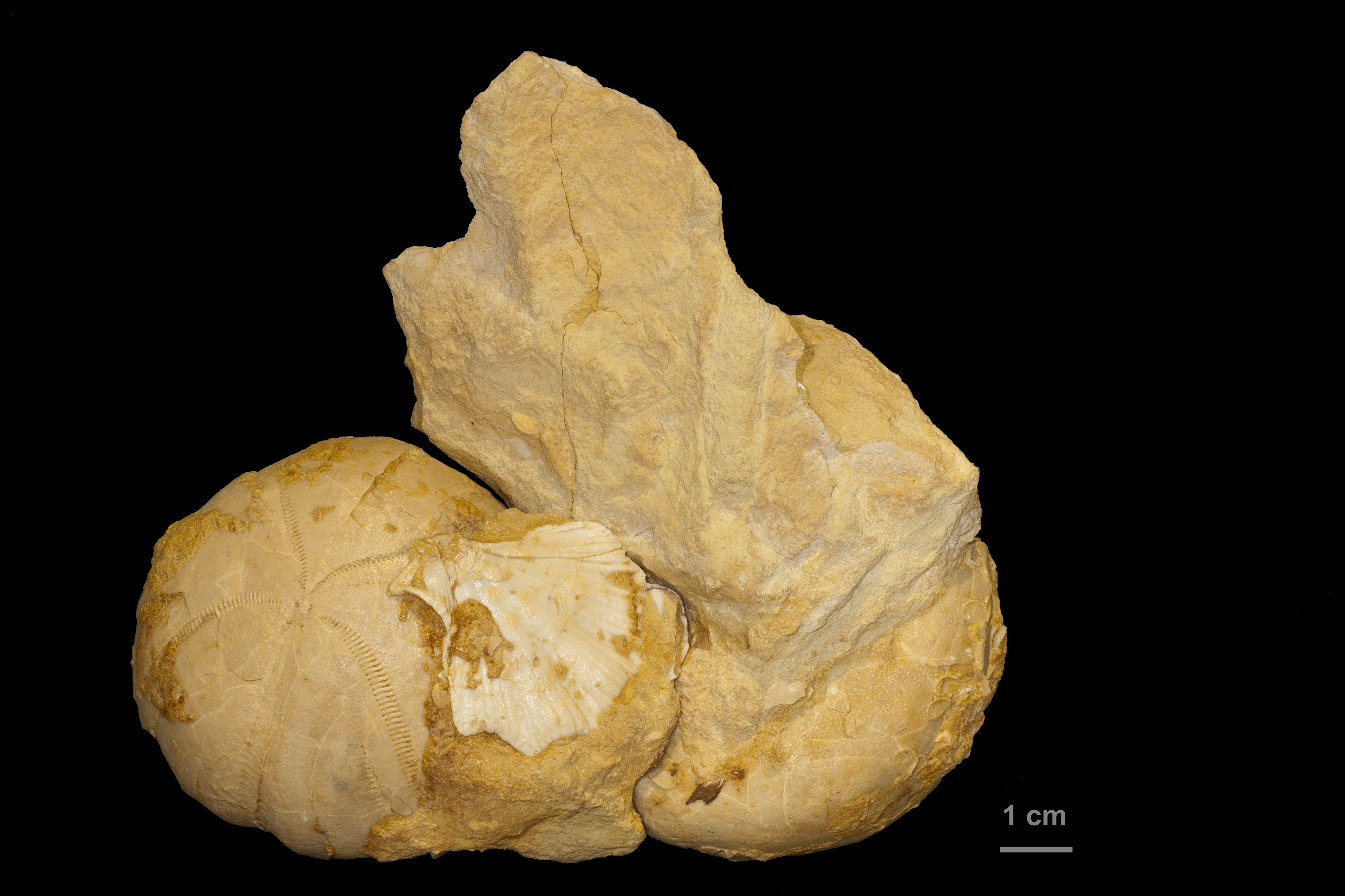
Hemipneustes leymeriei (Hemipneustidae)

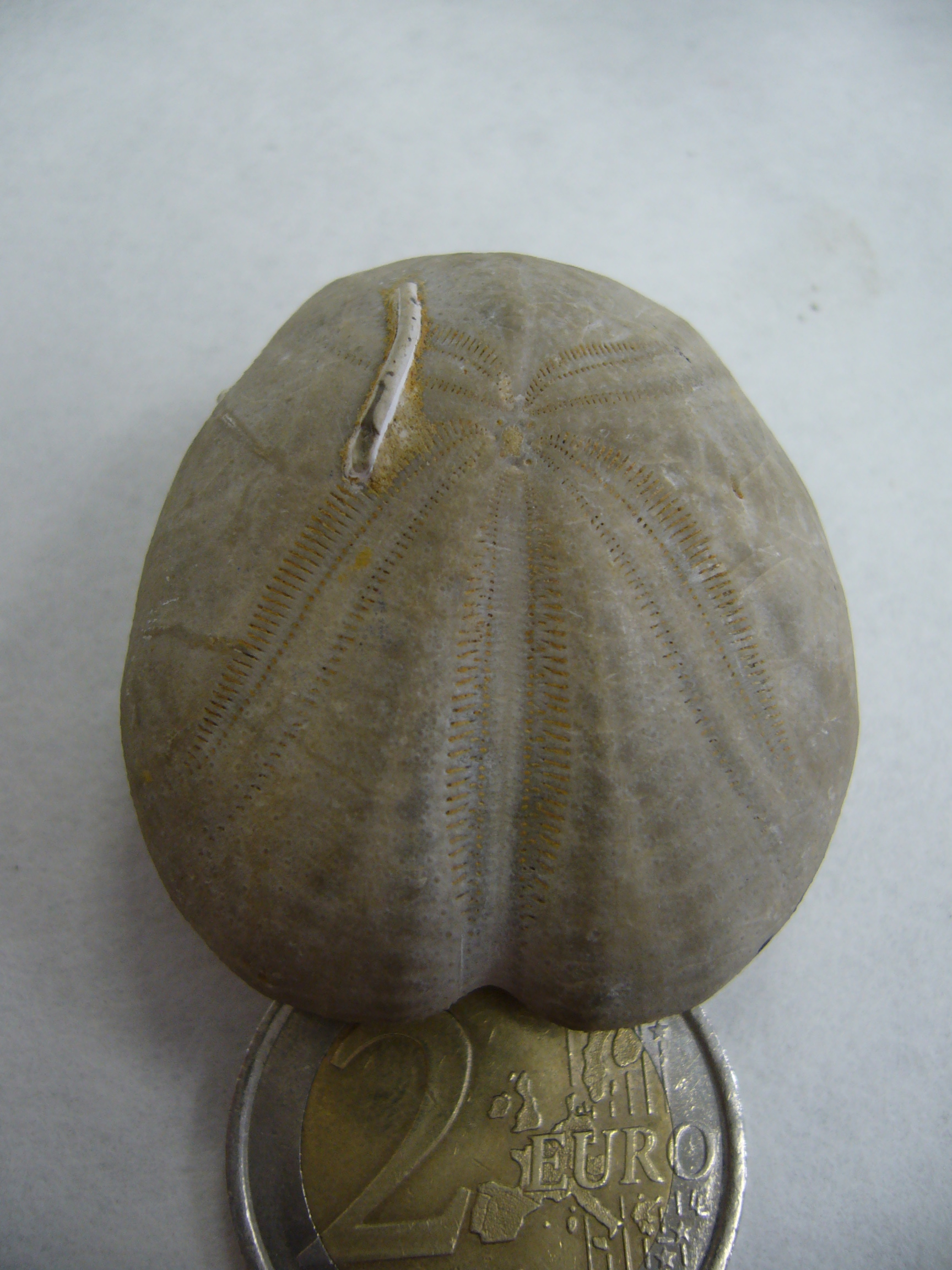
Heteraster oblongus (Toxasteridae)

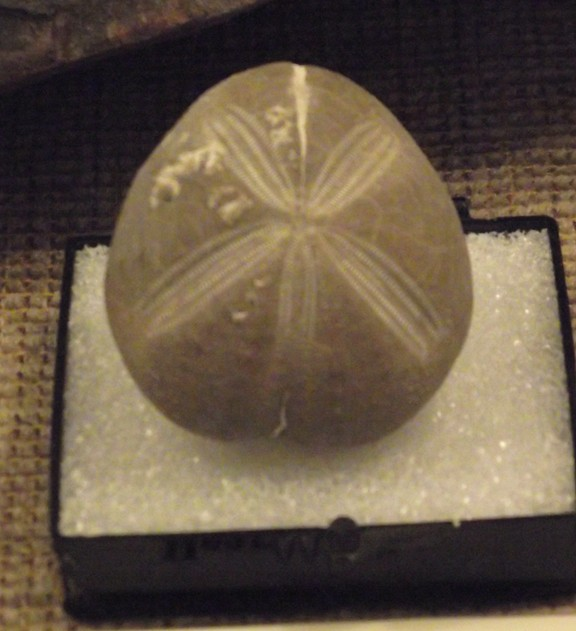
Palhemiaster comanchei (Hemiasteridae)

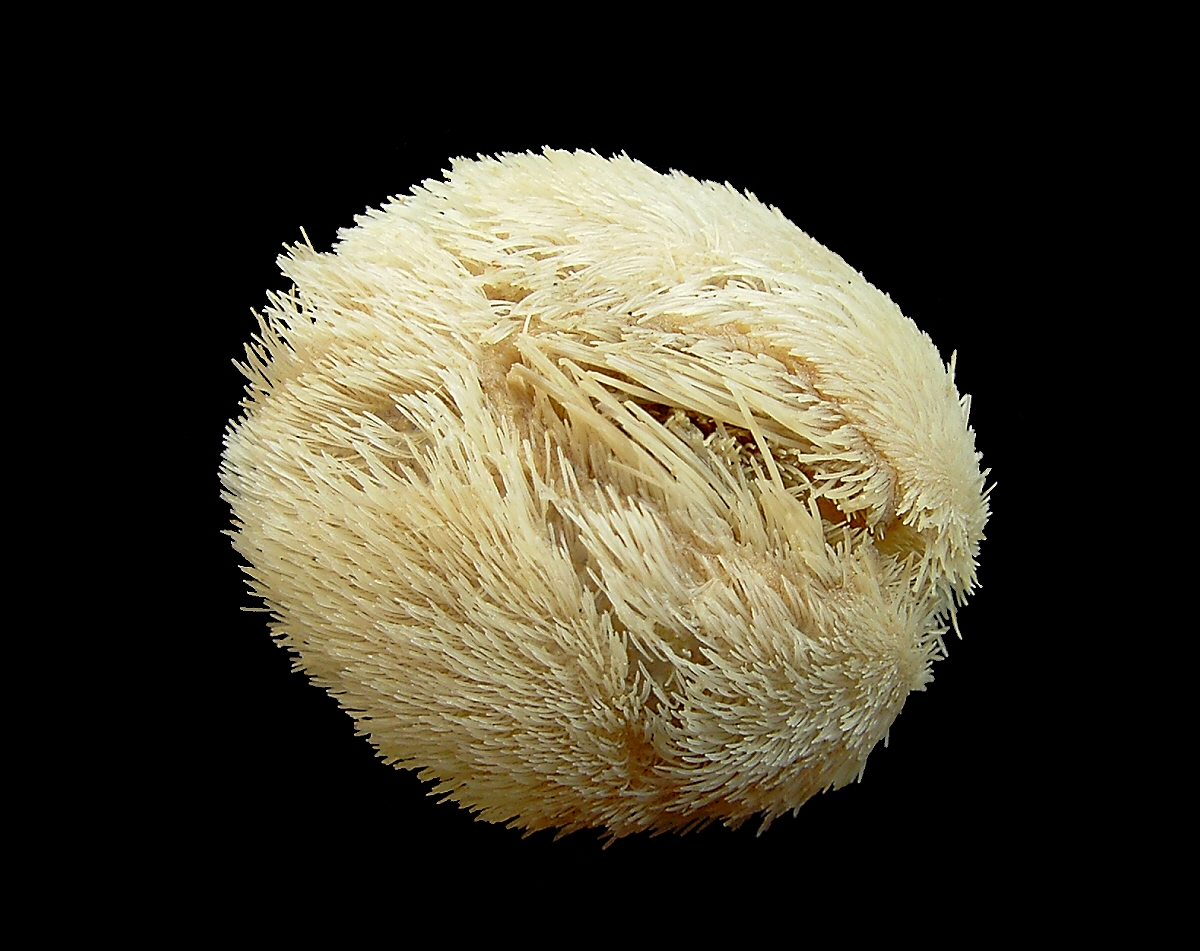
Echinocardium cordatum (Loveniidae)

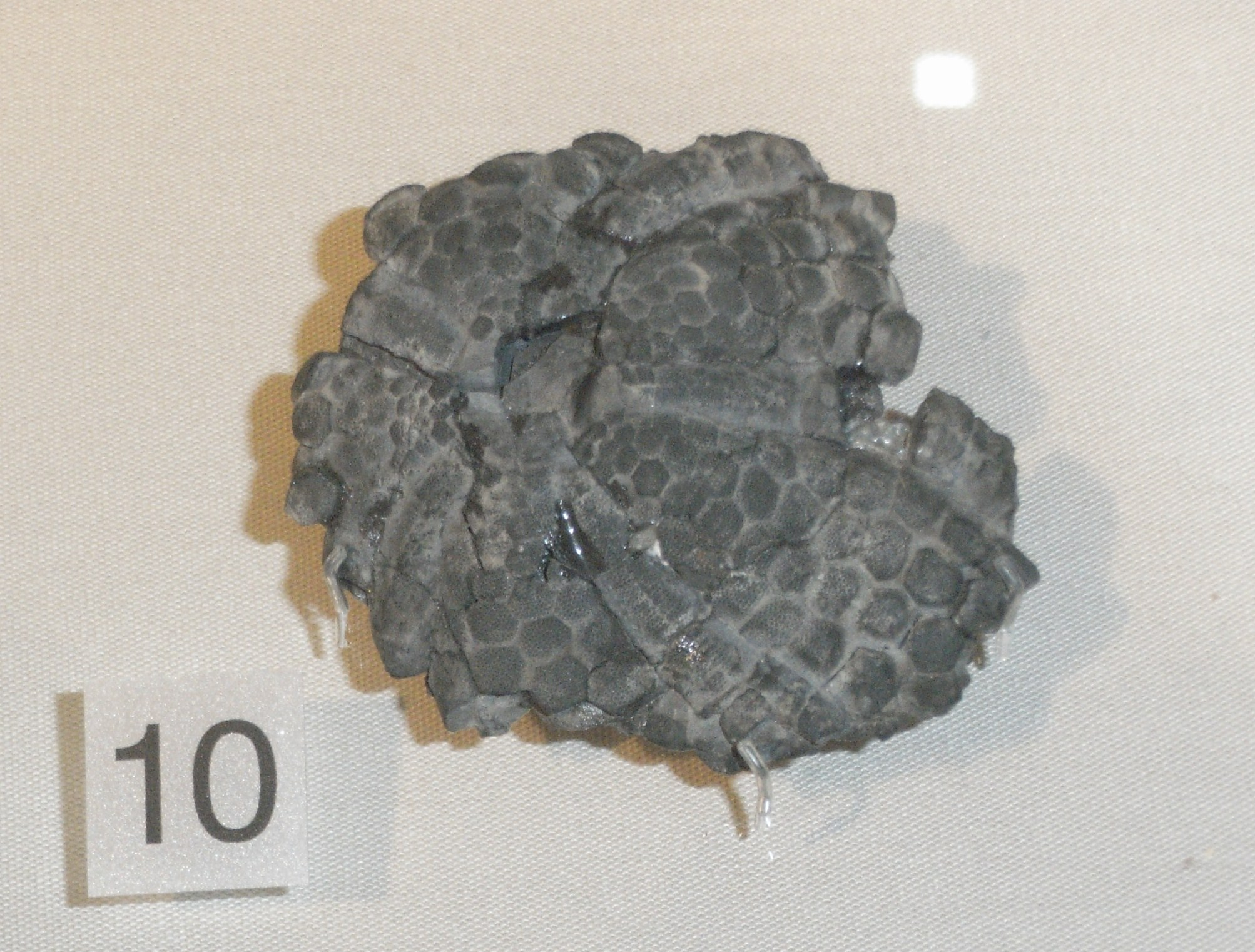
Palaechinus sp. (Palaechinidae)

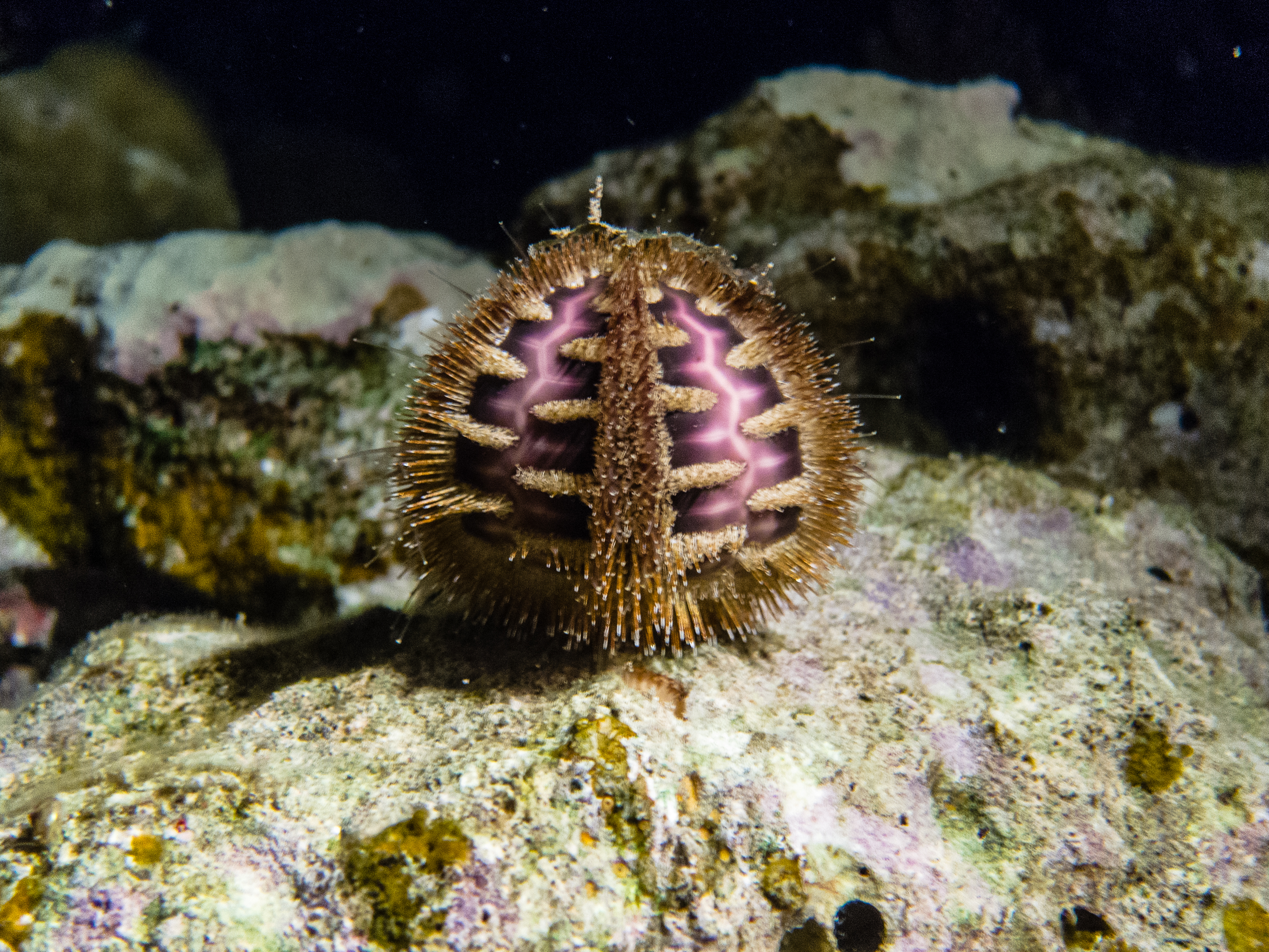
Riccio zig-zag (Microcyphus rousseaui)

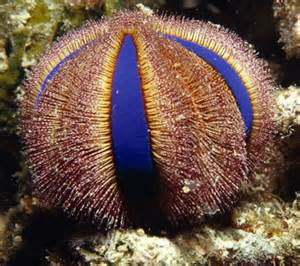
Riccio tuxedo (Mespilia globulus)

    - Famiglia Anisocidaridae Vadet, 1999 †
    - Famiglia Diplocidaridae Gregory, 1900 †
    - Famiglia Heterocidaridae Mortensen, 1934 †
    - Famiglia Miocidaridae Durham & Melville, 1957 †
    - Famiglia Polycidaridae Vadet, 1988 †
    - Famiglia Rhabdocidaridae Lambert, 1900 †
    - Famiglia Serpianotiaridae Hagdorn, 1995 †
    - Famiglia Triadocidaridae Smith, 1994 †
    - Famiglia Cidaridae Gray, 1825
    - Famiglia Ctenocidaridae Mortensen, 1928
    - Famiglia Paurocidaridae Vadet, 1999 †
    - Famiglia Histocidaridae Lambert, 1900
    - Famiglia Psychocidaridae Ikeda, 1936
- Sottoclasse Euechinoidea Bronn, 1860
  - Infraclasse Acroechinoidea Smith, 1981
    - Ordine Aspidodiadematoida Kroh & Smith, 2010
      - Famiglia Aspidodiadematidae Duncan, 1889

    - Ordine Diadematoida Duncan, 1889
      - Famiglia Diadematidae Gray, 1855

    - Ordine Micropygoida Kroh & Smith, 2010
      - Famiglia Micropygidae Mortensen, 1903

    - Ordine Pedinoida Mortensen, 1939
      - Famiglia Pedinidae Pomel, 1883

    - Acroechinoidea incertae sedis
      - Famiglia Pelanechinidae Groom, 1887 †

  - Infraclasse Carinacea Kroh & Smith, 2010
    - Superordine Calycina Gregory, 1900
      - Ordine Phymosomatoida Mortensen, 1904 †
        - Famiglia Diplopodiidae Smith & Wright, 1993 †
        - Famiglia Emiratiidae Ali, 1990 †
        - Famiglia Heterodiadematidae Smith & Wright, 1993 †
        - Famiglia Phymosomatidae Pomel, 1883 †
        - Famiglia Polydiaematidae Hess, 1972 †
        - Phymosomatoida incertae sedis †
          - Genere Gomphechinus Pomel, 1883 †
          - Genere Plistophyma Péron & Gauthier, in Cotteau, Péron & Gauthier, 1881 †
          - Genere Winkleria Engel, 1964 †

      - Ordine Salenioida Delage & Hérouard, 1903
        - Famiglia Acrosaleniidae Gregory, 1900 †
        - Famiglia Goniophoridae Smith & Wright, 1990 †
        - Famiglia Hyposaleniidae Mortensen, 1934 †
        - Famiglia Pseudosaleniidae Vadet, 1999 †
        - Famiglia Saleniidae L. Agassiz, 1838

    - Superordine Echinacea Claus, 1876
      - Ordine Arbacioida Gregory, 1900
        - Famiglia Acropeltidae Lambert & Thiéry, 1914 †
        - Famiglia Arbaciidae Gray, 1855
        - Famiglia Glypticidae Lambert & Thiéry, 1914 †
        - Arbacioida incertae sedis
          - Genere Gymnodiadema de Loriol, 1884 †
          - Genere Dubarechinus Lambert, 1937 †

      - Ordine Camarodonta Jackson, 1912
        - Infraordine Echinidea Kroh & Smith, 2010
          - Famiglia Echinidae Gray, 1825
          - Famiglia Parechinidae Mortensen, 1903
          - Superfamiglia Odontophora Kroh & Smith, 2010
            - Famiglia Echinometridae Gray, 1855
            - Famiglia Strongylocentrotidae Gregory, 1900
            - Famiglia Toxopneustidae Troschel, 1872

        - Infraordine Temnopleuridea Kroh & Smith, 2010
          - Famiglia Glyphocyphidae Duncan, 1889 †
          - Famiglia Temnopleuridae A. Agassiz, 1872
          - Famiglia Trigonocidaridae Mortensen, 1903
          - Famiglia Zeuglopleuridae Lewis, 1986 †

        - Camarodonta incertae sedis
          - Genere Aeolopneustes Duncan & Sladen, 1882 †
          - Genere Porosoma Cotteau, 1856 †
          - Famiglia Parasaleniidae Mortensen, 1903
          - Famiglia Triplacidiidae † (nome provvisorio)

      - Ordine Stomopneustoida
        - Famiglia Glyptocidaridae Jensen, 1982
        - Famiglia Stomechinidae Pomel, 1883 †
        - Famiglia Stomopneustidae Mortensen, 1903

      - Echinacea incertae sedis
        - Famiglia Glyphopneustidae Smith & Wright, 1993 †
        - Famiglia Pedinopsidae † (nome provvisorio)

    - Carinacea incertae sedis
      - Famiglia Hemicidaridae Wright, 1857 †
      - Famiglia Orthopsidae Duncan, 1889 †
      - Famiglia Pseudodiadematidae Pomel, 1883 †

  - Infraclasse Irregularia Latreille, 1825

    - Famiglia Pygasteridae Lambert, 1900  †
    - Ordine Holectypoida Duncan, 1889
      - Famiglia Discoididae Lambert, 1900
      - Famiglia Coenholectypidae Smith & Wright, 1999 †
      - Famiglia Holectypidae Lambert, 1900 †
      - Famiglia Anorthopygidae Wagner & Durham, 1966 †

    - Ordine Echinoneoida H. L. Clark, 1925
      - Famiglia Echinoneidae L. Agassiz & Desor, 1847
      - Superfamiglia Conulidea Kroh & Smith, 2010 †
        - Famiglia Conulidae Lambert, 1911 †
        - Famiglia Galeritidae Gray, 1825 †
        - Famiglia Neoglobatoridae Endelman, 1980 †

      - Irregularia incertae sedis
        - Famiglia Desorellidae Lambert, 1911 †
        - Famiglia Galeropygidae Lambert, 1911 †
        - Famiglia Hyboclypidae † (nome provvisorio)
        - Famiglia Pygorhytidae Lambert, 1909 †

    - Superordine Neognathostomata Smith, 1981

      - Famiglia Clypeidae Lambert, 1898 †
      - Famiglia Nucleolitidae L. Agassiz & Desor, 1847
      - Famiglia Apatopygidae Kier, 1962 †
      - Famiglia Pygaulidae Lambert, 1905 †
      - Famiglia Archiaciidae Cotteau & Triger, 1869
      - Famiglia Clypeolampadidae Kier, 1962
      - Ordine Cassiduloida L. Agassiz & Desor, 1847
        - Famiglia Cassidulidae L. Agassiz & Desor, 1847
        - Famiglia Neolampadidae Lambert, 1918

      - Ordine Echinolampadoida nov.
        - Famiglia Echinolampadidae Gray, 1851 †

      - Ordine Clypeasteroida L. Agassiz, 1835

        - Famiglia Faujasiidae Lambert, 1905
        - Famiglia Plesiolampadidae Lambert, 1905 †
        - Famiglia Conoclypeidae von Zittel, 1879 †
        - Famiglia Oligopygidae Duncan, 1889 †
        - Sottordine Clypeasterina L. Agassiz, 1835
          - Famiglia Clypeasteridae L. Agassiz, 1835 †
          - Famiglia Fossulasterinae Philip & Foster, 1971 †

        - Sottordine Scutellina Haeckel, 1896

          - Famiglia Scutellinidae Pomel, 1888 †
          - Infraordine Laganiformes Desor, 1847
            - Famiglia Fibulariidae Gray, 1855
            - Famiglia Laganidae A. Agassiz, 1873

          - Infraordine Scutelliformes Haeckel, 1896
            - Famiglia Taiwanasteridae Wang, 1984
            - Famiglia Protoscutellidae Durham, 1955
            - Famiglia Echinarachniidae Lambert in Lambert & Thiéry, 1914
            - Famiglia Dendrasteridae Lambert, 1900
            - Famiglia Rotulidae Gray, 1855
            - Famiglia Scutellidae Gray, 1825
            - Famiglia Eoscutellidae Durham, 1955
            - Famiglia Scutasteridae Durham, 1955
            - Famiglia Abertellidae Durham, 1955
            - Famiglia Astriclypeidae Stefanini, 1912
            - Famiglia Monophorasteridae Lahille, 1896
            - Famiglia Mellitidae Stefanini, 1912

    - Superordine Atelostomata von Zittel, 1879

      - Famiglia Collyritidae d'Orbigny, 1853 †
      - Famiglia Tithoniidae Mintz, 1968 †
      - Famiglia Disasteridae Gras, 1848
      - Famiglia Acrolusiidae Mintz, 1968 †
      - Ordine Holasteroida Durham & Melville, 1957
        - Famiglia Stenonasteridae Lambert, 1922 †
        - Famiglia Hemipneustidae Lambert, 1917 †
        - Famiglia Pseudholasteridae Smith & Jeffery, 2000 †
        - Sottordine Meridosternata
          - Famiglia Echinocorythidae Wright, 1857 †
          - Famiglia Holasteridae Pictet, 1857 †
          - Infraordine Cardiasterina Pomel, 1883
            - Famiglia Stegasteridae Lambert, 1917 †
            - Famiglia Cardiasteridae Lambert, 1917 †

          - Infraordine Urechinina H.L. Clark, 1946
            - Famiglia Corystidae Foster & Philip, 1978 †
            - Famiglia Calymnidae Mortensen, 1907
            - Famiglia Carnarechinidae Mironov, 1993
            - Famiglia Urechinidae Duncan, 1889
            - Famiglia Plexechinidae Mooi & David, 1996
            - Famiglia Pourtalesiidae A. Agassiz, 1881

      - Ordine Spatangoida L. Agassiz, 1840

        - Famiglia Toxasteridae Lambert, 1920
        - Famiglia Somaliasteridae Wagner & Durham, 1966 †
        - Famiglia Palaeostomidae Lovén, 1868
        - Famiglia Hemiasteridae H. L. Clark, 1917
        - Sottordine Micrasterina Fischer, 1966
          - Famiglia Plesiasteridae Lambert, 1920 †
          - Famiglia Micrasteridae Lambert, 1920 †
          - Famiglia Aeropsidae Lambert, 1896 †
          - Famiglia Ovulasteridae Lambert, 1896 †

        - Sottordine Paleopneustina
          - Famiglia Periasteridae Lambert, 1920 †
          - Famiglia Schizasteridae Lambert, 1905
          - Famiglia Prenasteridae Lambert, 1905
          - Superfamiglia Paleopneustidea A. Agassiz, 1904
            - Famiglia Pericosmidae Lambert, 1905 †
            - Famiglia Paleopneustidae A. Agassiz, 1904 †

        - Sottordine Brissidina Stockley et al., 2005
          - Famiglia Antillasteridae Lambert, in Lambert & Thiéry, 1924 †
          - Famiglia Asterostomatidae Pictet, 1857 †
          - Famiglia Palaeotropidae Lambert, 1896 †
          - Famiglia Brissidae Gray, 1855 †
          - Superfamiglia Spatangidea Fischer, 1966

            - Famiglia Megapneustinae Fourtau, 1905
            - Famiglia Macropneustidae Lambert, 1905
            - Famiglia Spatangidae Gray, 1825
            - Famiglia Eupatangidae Lambert, 1905
            - Famiglia Maretiidae Lambert, 1905
            - Famiglia Eurypataginae Kroh, 2007
            - Famiglia Loveniidae Lambert, 1905

  - Euechinoidea incertae sedis
    - Ordine Echinothurioida
      - Famiglia Echinothuriidae Thomson, 1872
      - Famiglia Kamptosomatidae Mortensen, 1934
      - Famiglia Phormosomatidae Mortensen, 1934
- Echinoidea incertae sedis
  - Genere Egyptechinus Lambert, 1936 †
  - Genere Thylechinus Pomel, 1883 †
  - Famiglia Tiarechinidae Gregory, 1897 †
  - Ordine Triadotiaroida †
- Palaeozoic Echinoidea † (nome provvisorio)
  - Famiglia Archaeocidaridae McCoy, 1844 †
  - Genere Aulechinus Bather & Spencer, 1934 †
  - Famiglia Bothriocidaridae Klem, 1904 †
  - Genere Bromidechinus Smith & Savill, 2001 †
  - Famiglia Cravenechinidae Hawkins, 1946 †
  - Famiglia Echinocystitidae Gregory, 1897 †
  - Famiglia Eothuriidae MacBride & Spencer, 1938 †
  - Famiglia Lenticidaridae Smith, 1994 †
  - Famiglia Lepidesthidae Jackson, 1896 †
  - Famiglia Lepidocentridae Lovén, 1874 †
  - Famiglia Palaechinidae McCoy, 1849 †
  - Famiglia Proterocidaridae Smith, 1984 †

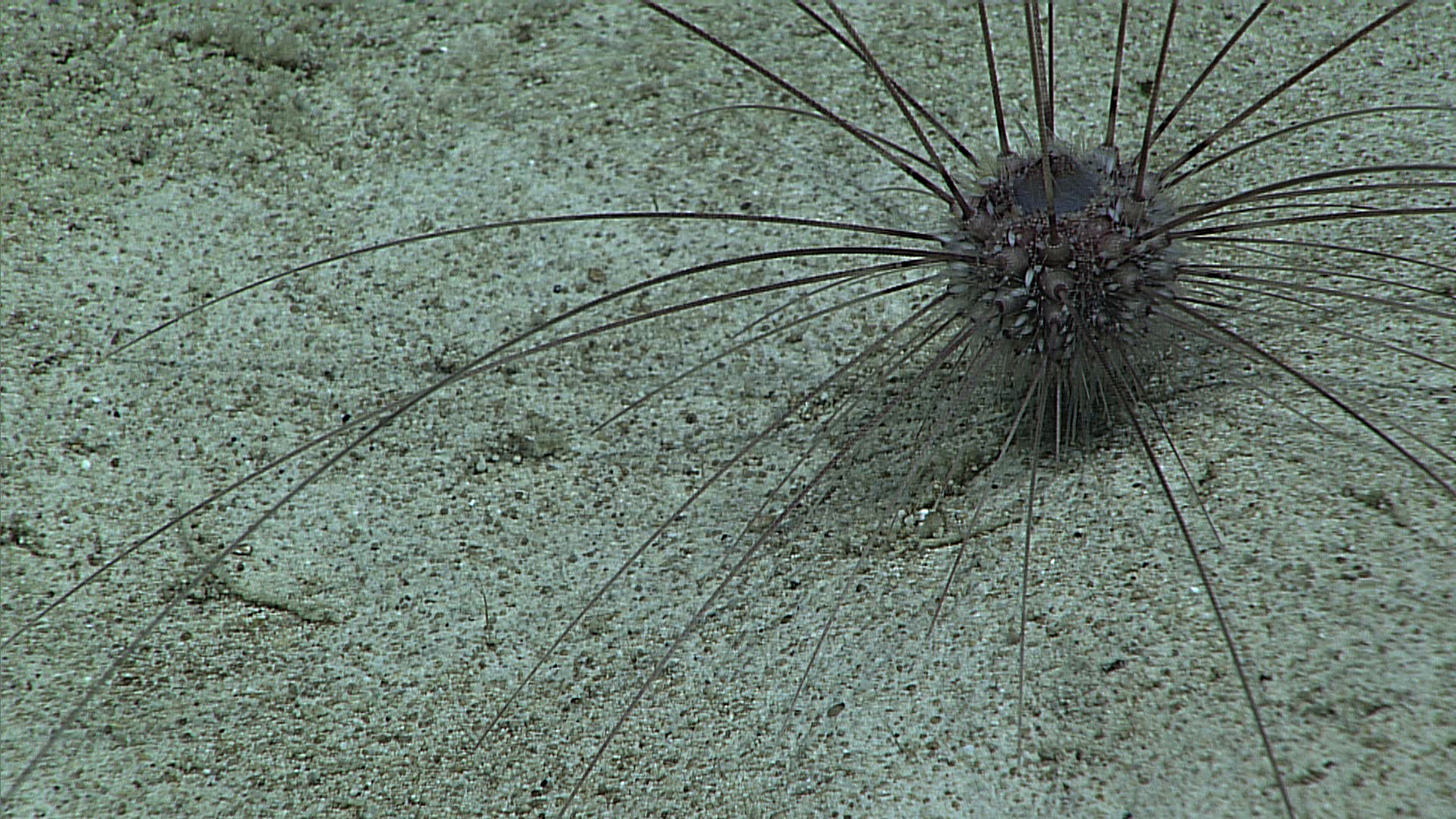
Aspidodiadema hawaiiense, un Aspidodiadematoida
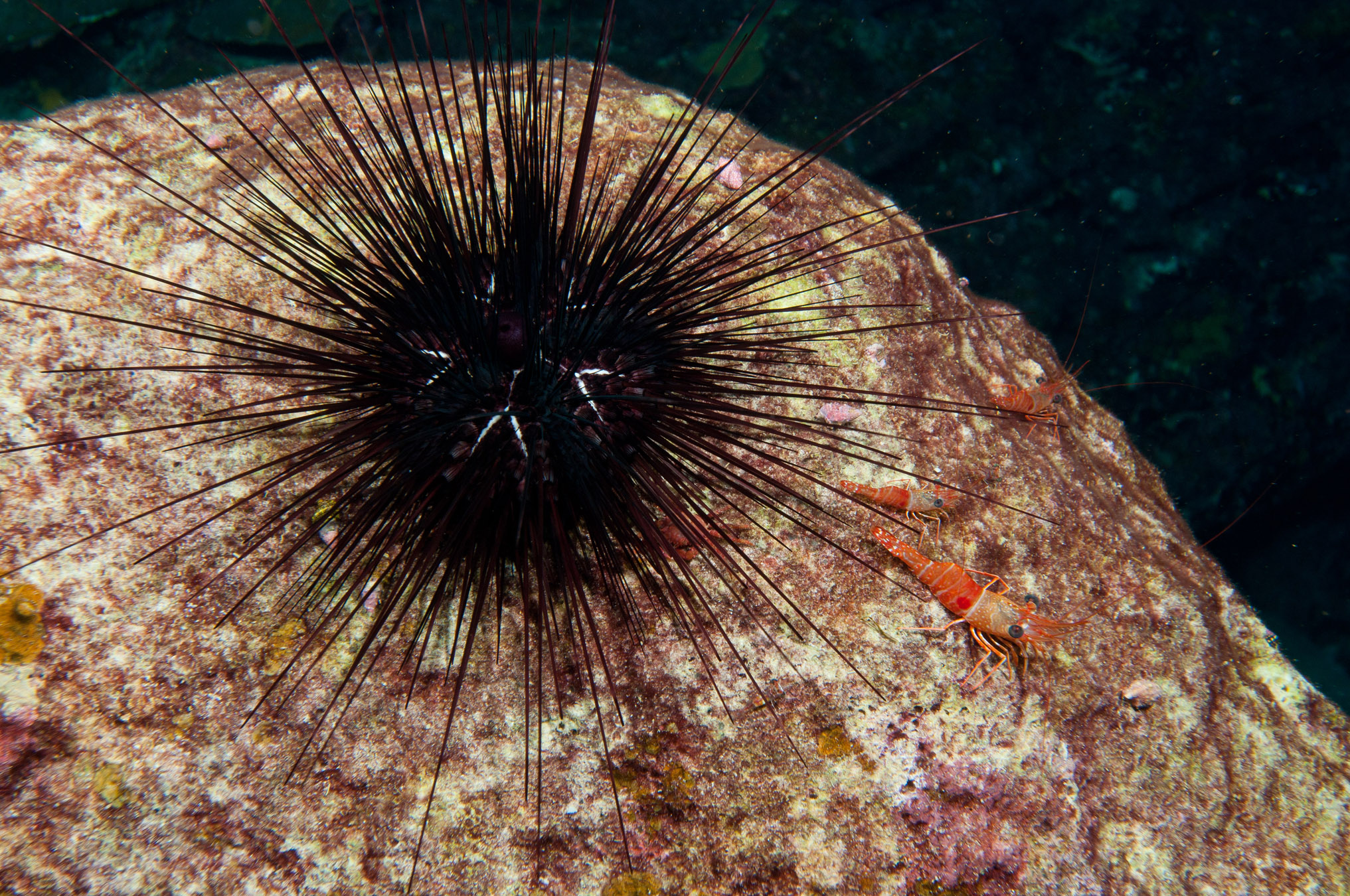
Diadema antillarum, un Diadematoida
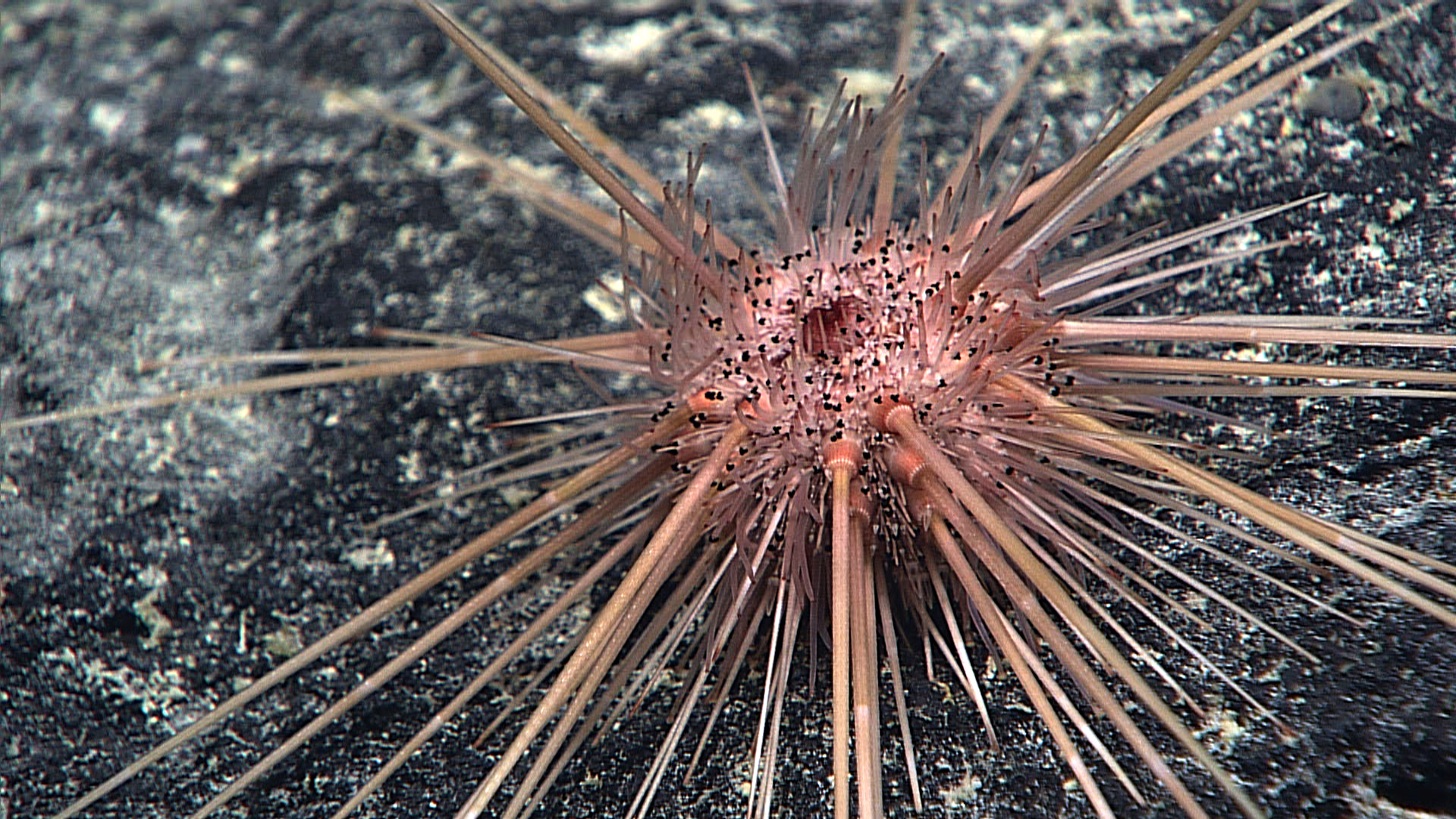
Caenopedina hawaiiensis, un Pedinoida
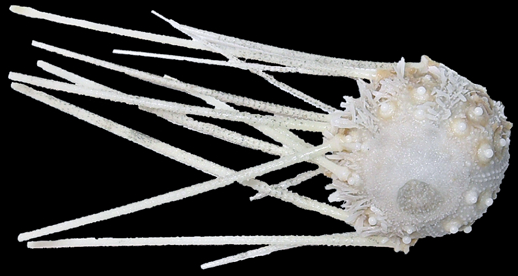
Salenocidaris hastigera (essiccato), un Salenioida
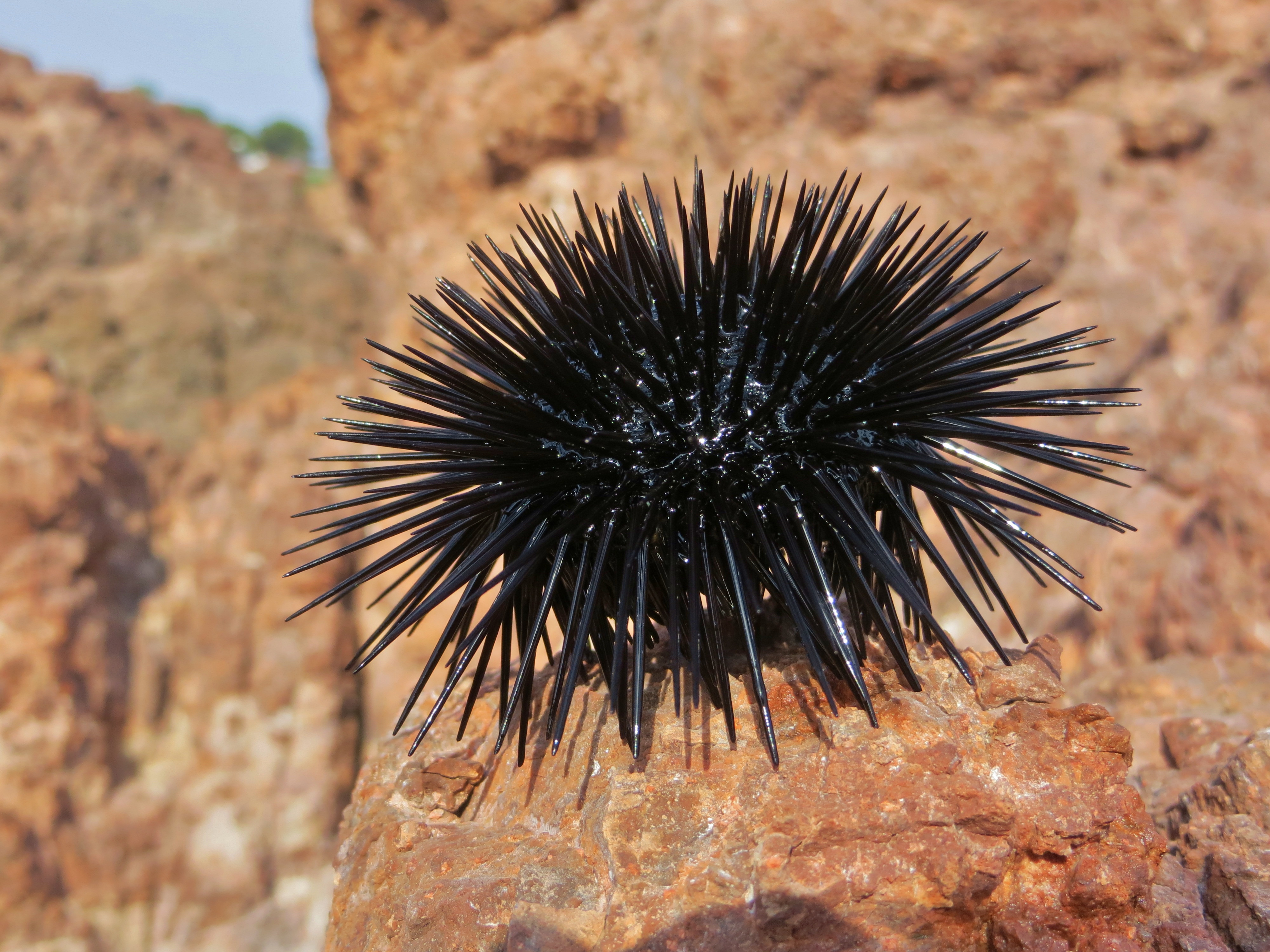
Arbacia lixula, un Arbacioida
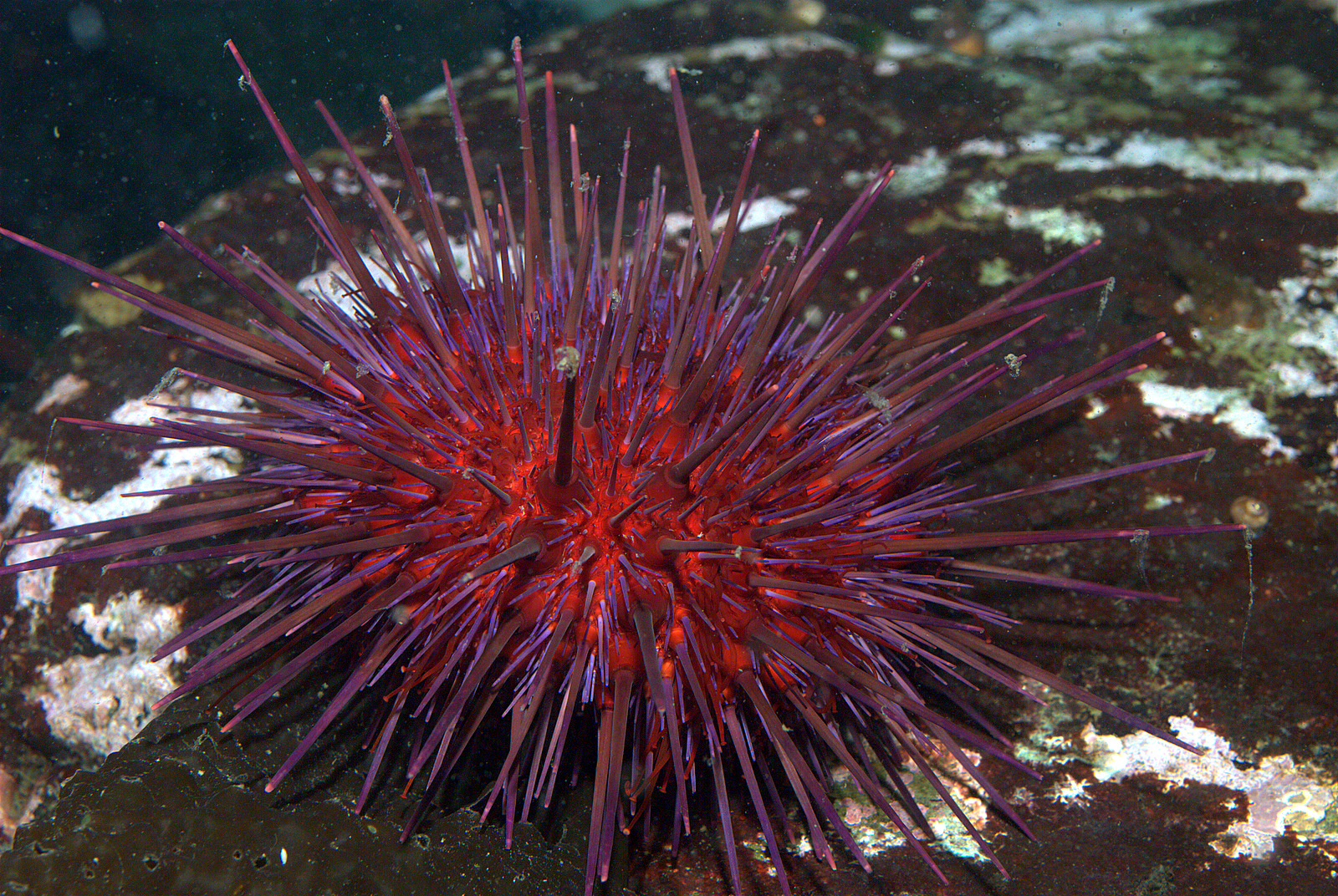
Strongylocentrotus franciscanus, un Camarodonta
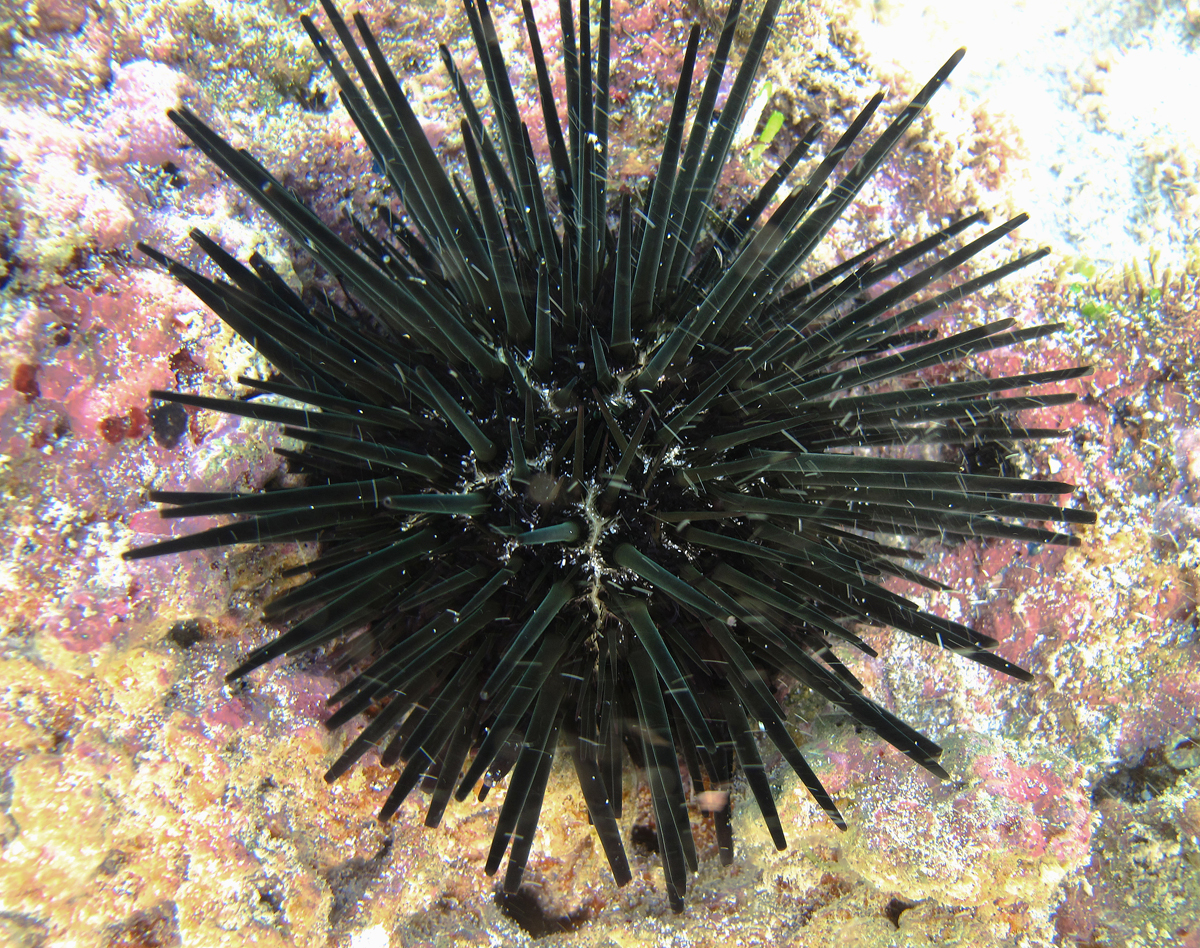
Stomopneustes variolaris, un Stomopneustoida
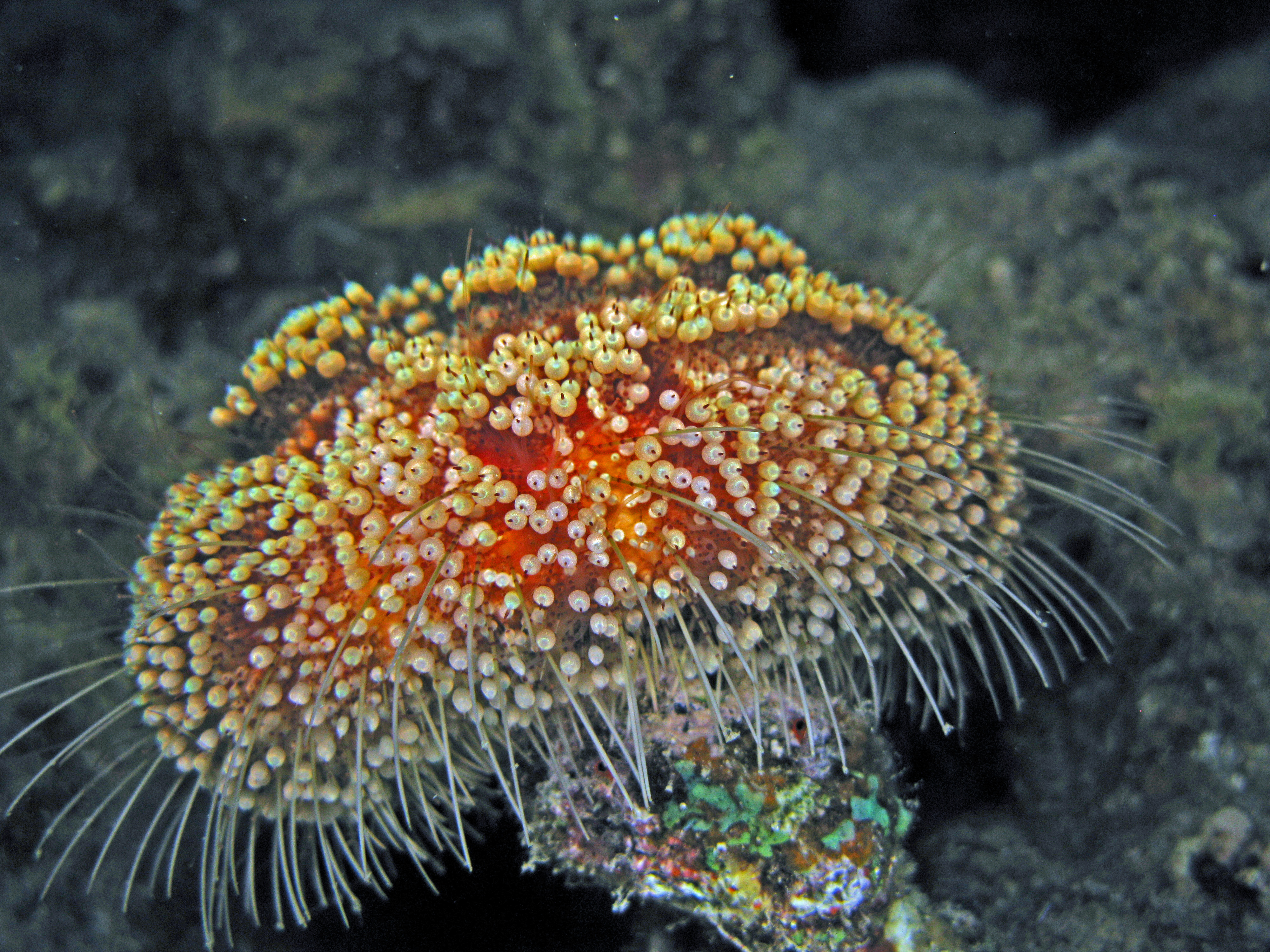
Asthenosoma marisrubri, un Echinothurioida
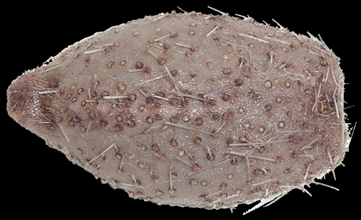
Pourtalesia wandeli (essiccato), un Holasteroida
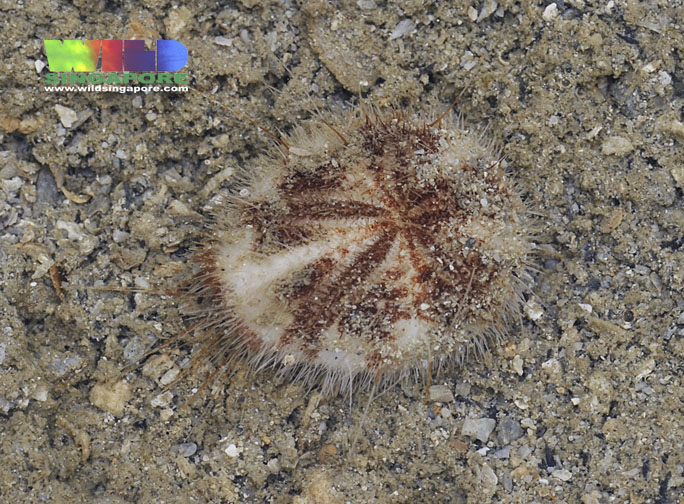
Maretia planulata, un Spatangoida
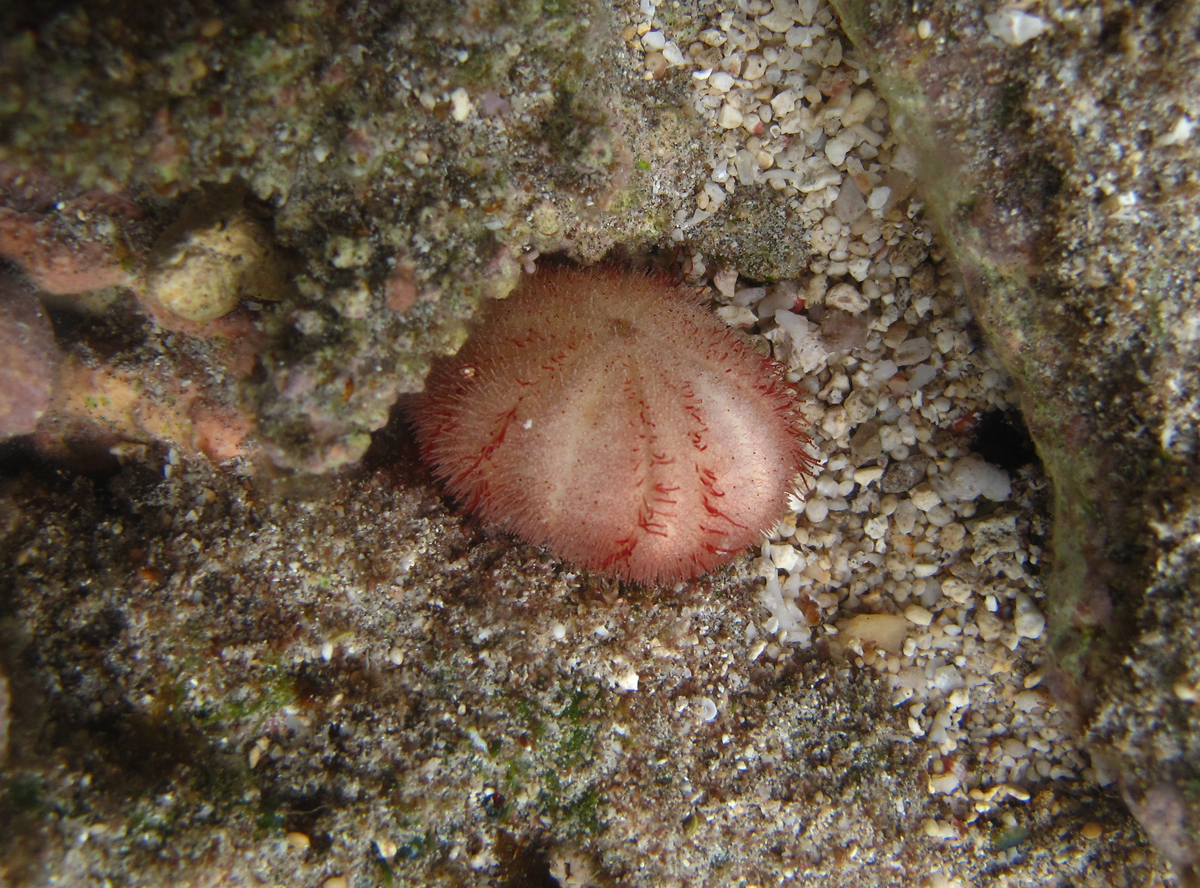
Echinoneus cyclostomus, un Echinoneoida
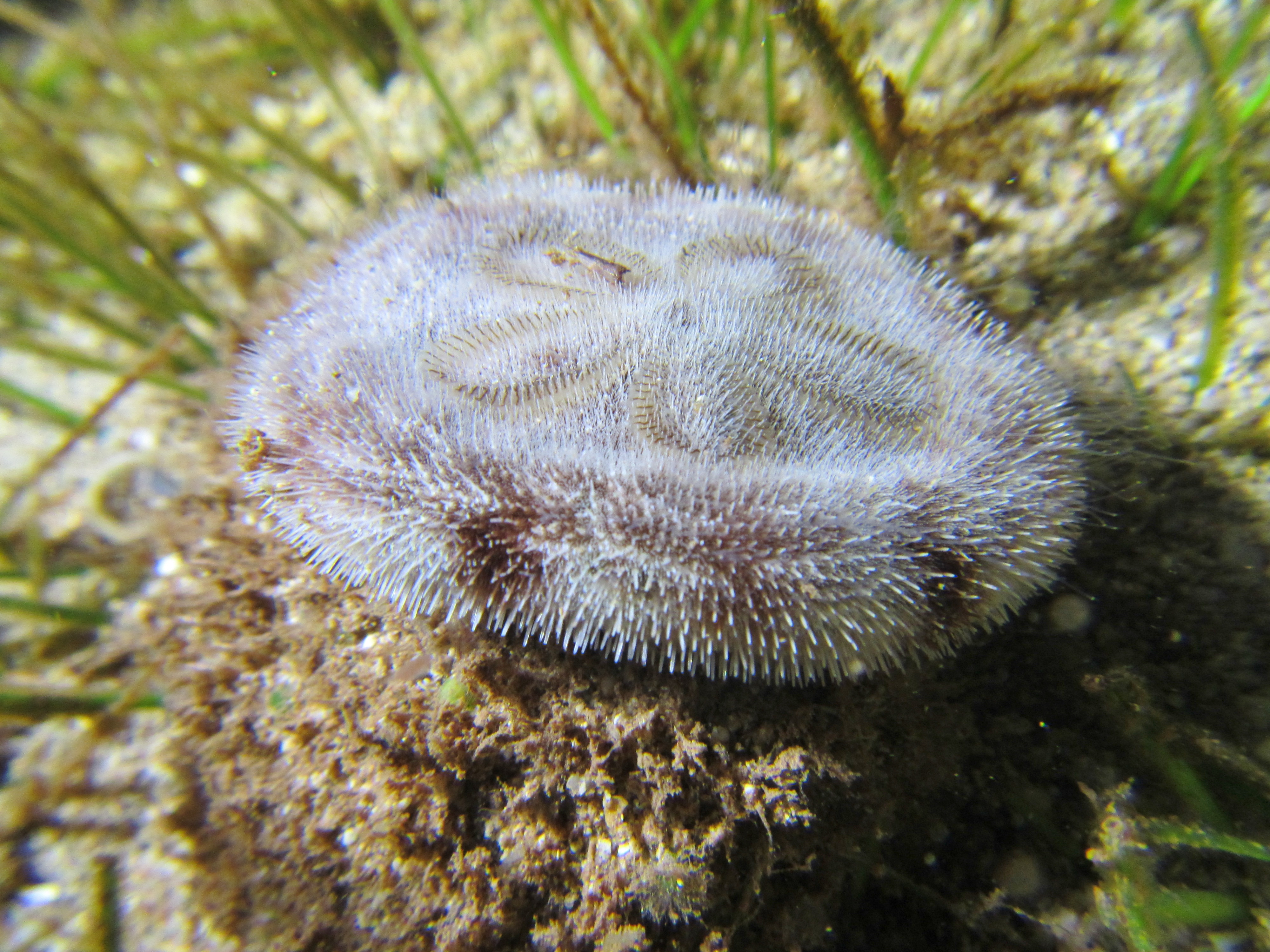
Clypeaster reticulatus, un Clypeasteroida
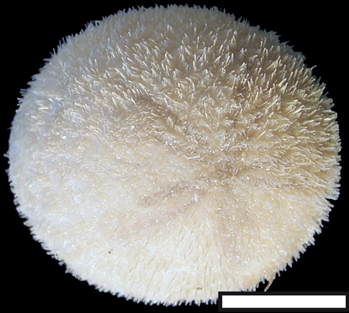
Echinolampas depressa, un Echinolampadoida
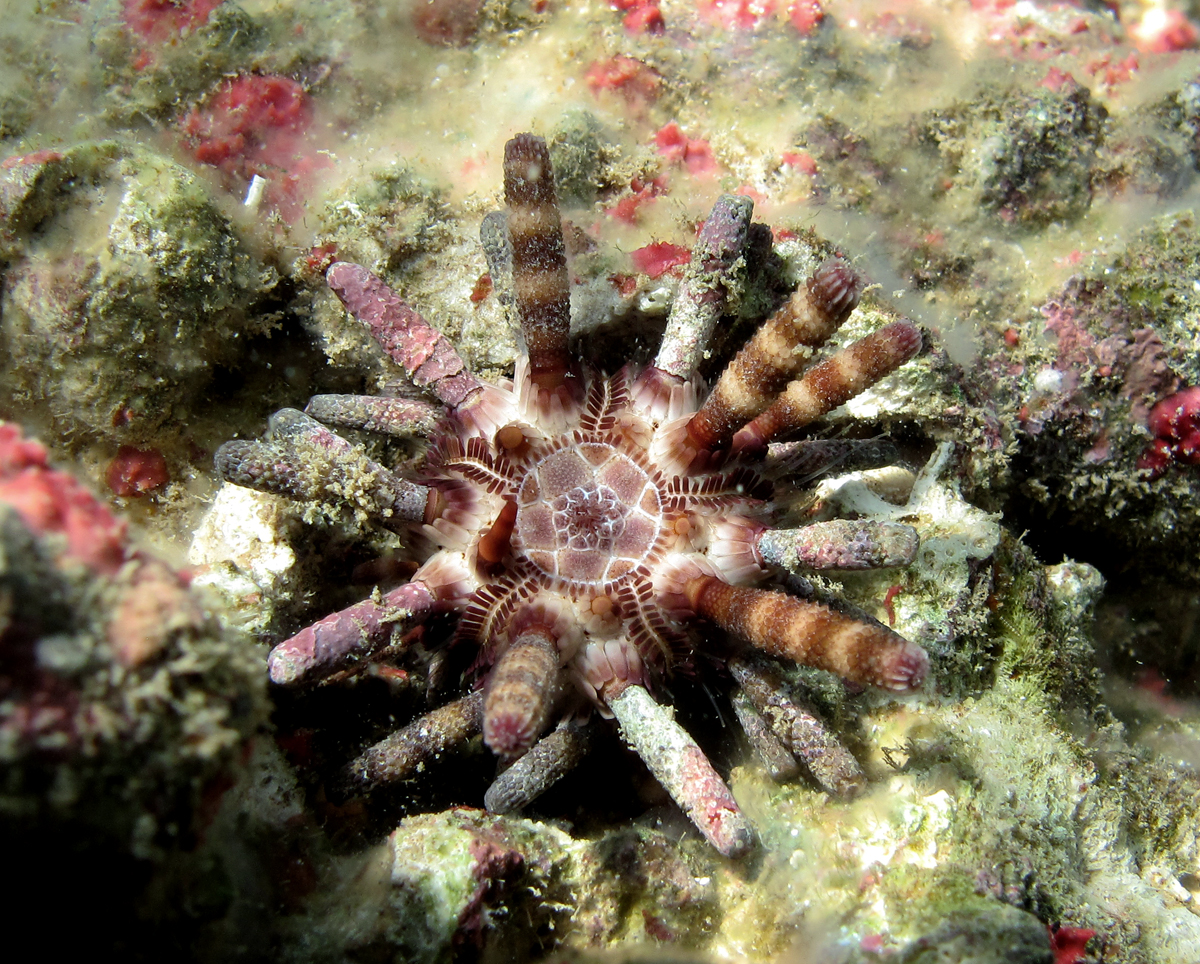
Eucidaris metularia, un Cidaroida

Tra le specie presenti nel mar Mediterraneo vanno ricordate:
- Centrostephanus longispinus (Diadematidae), noto come riccio diadema o riccio corona
- Arbacia lixula (Arbaciidae), volgarmente noto come riccio maschio
- Paracentrotus lividus (Parechinidae), volgarmente noto come riccio femmina
- Sphaerechinus granularis (Toxopneustidae), riccio di prateria, volgarmente noto come riccio regina
- Echinus melo (Echinidae), volgarmente noto come riccio melone
- Spatangus purpureus (Spatangidae)

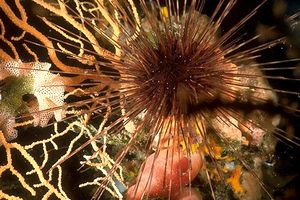
Centrostephanus longispinus
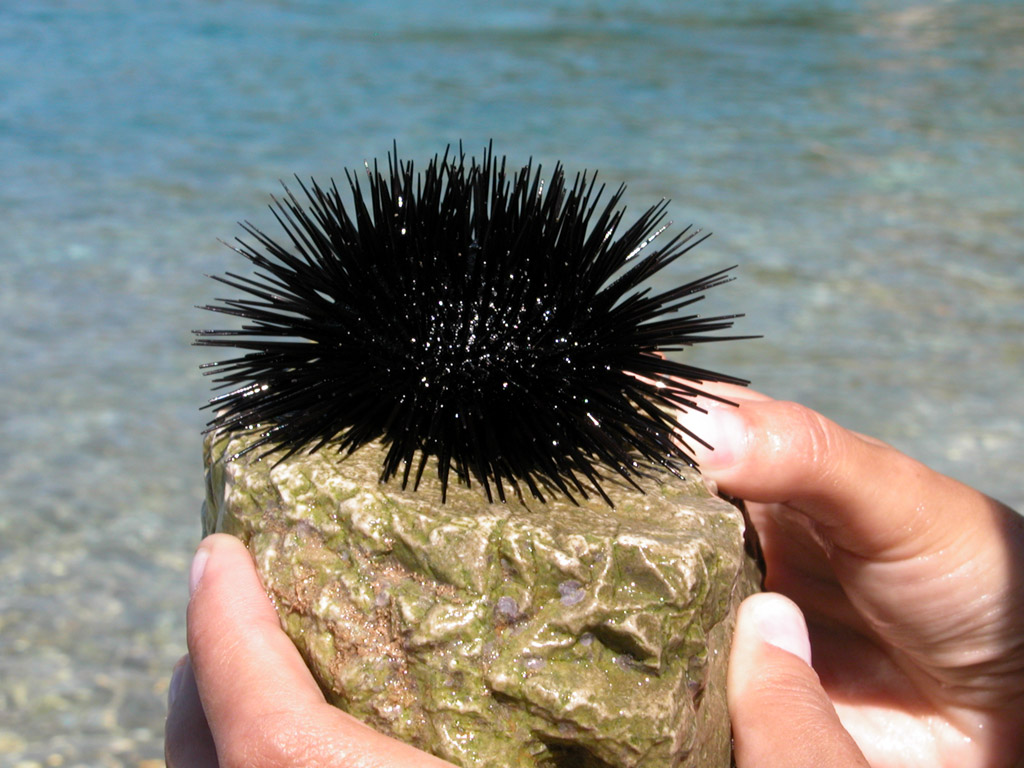
Arbacia lixula
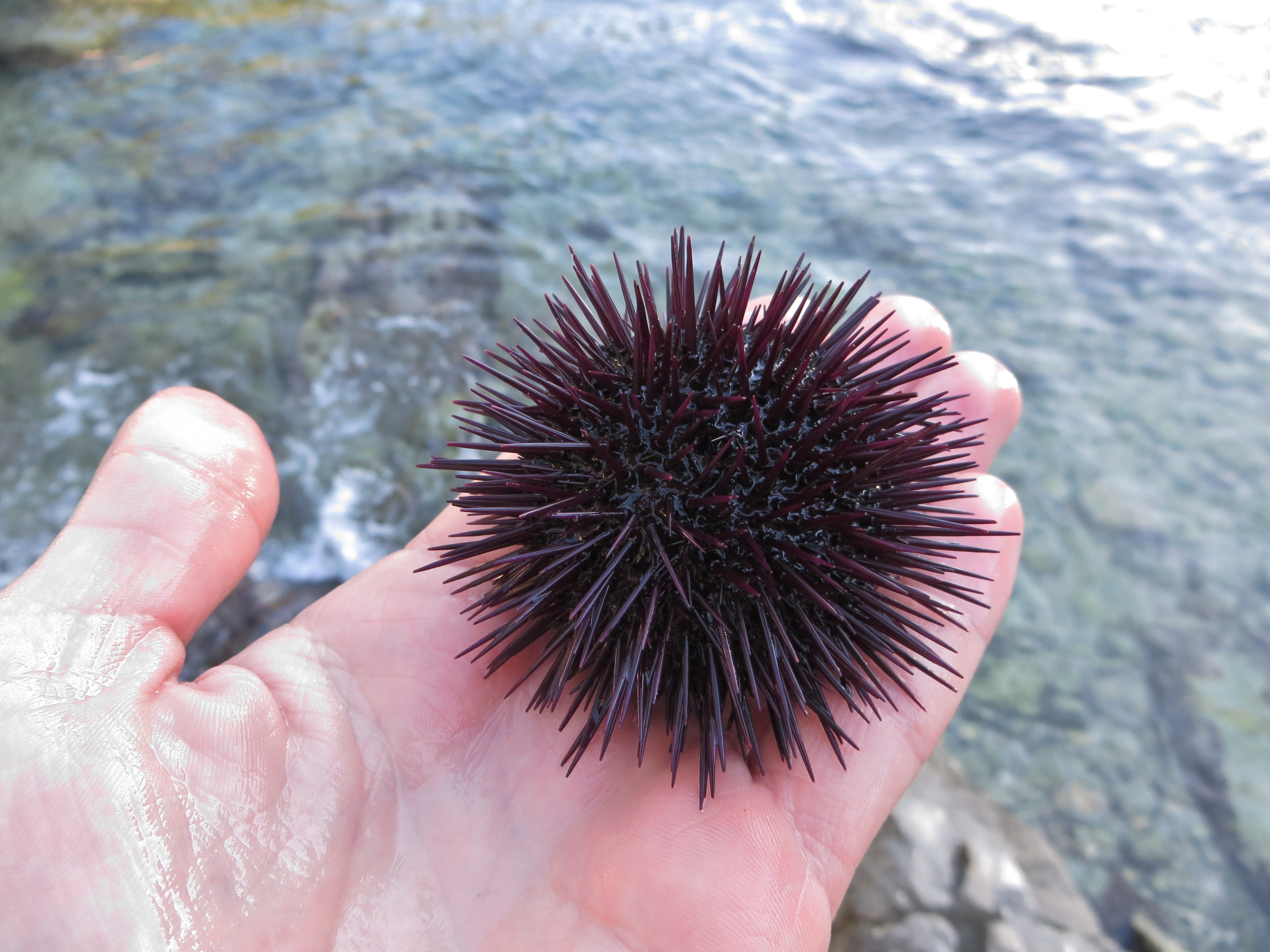
Paracentrotus lividus
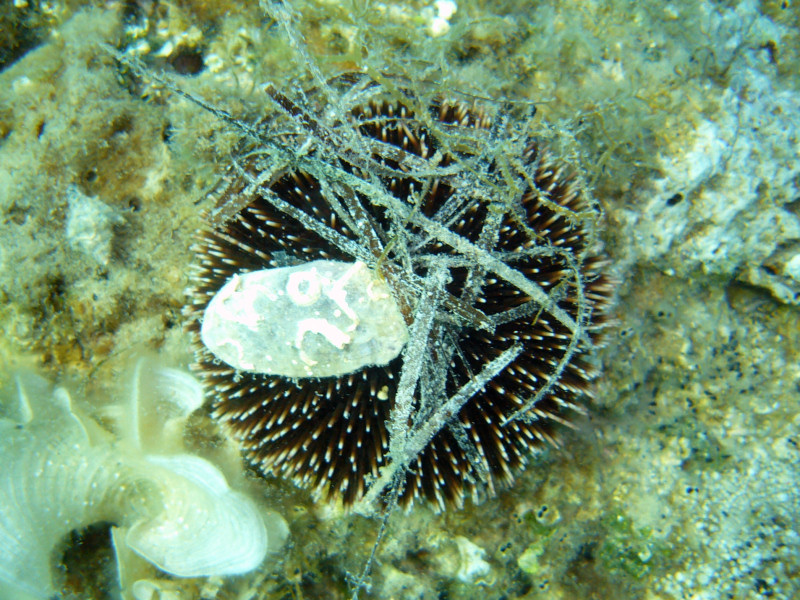
Sphaerechinus granularis
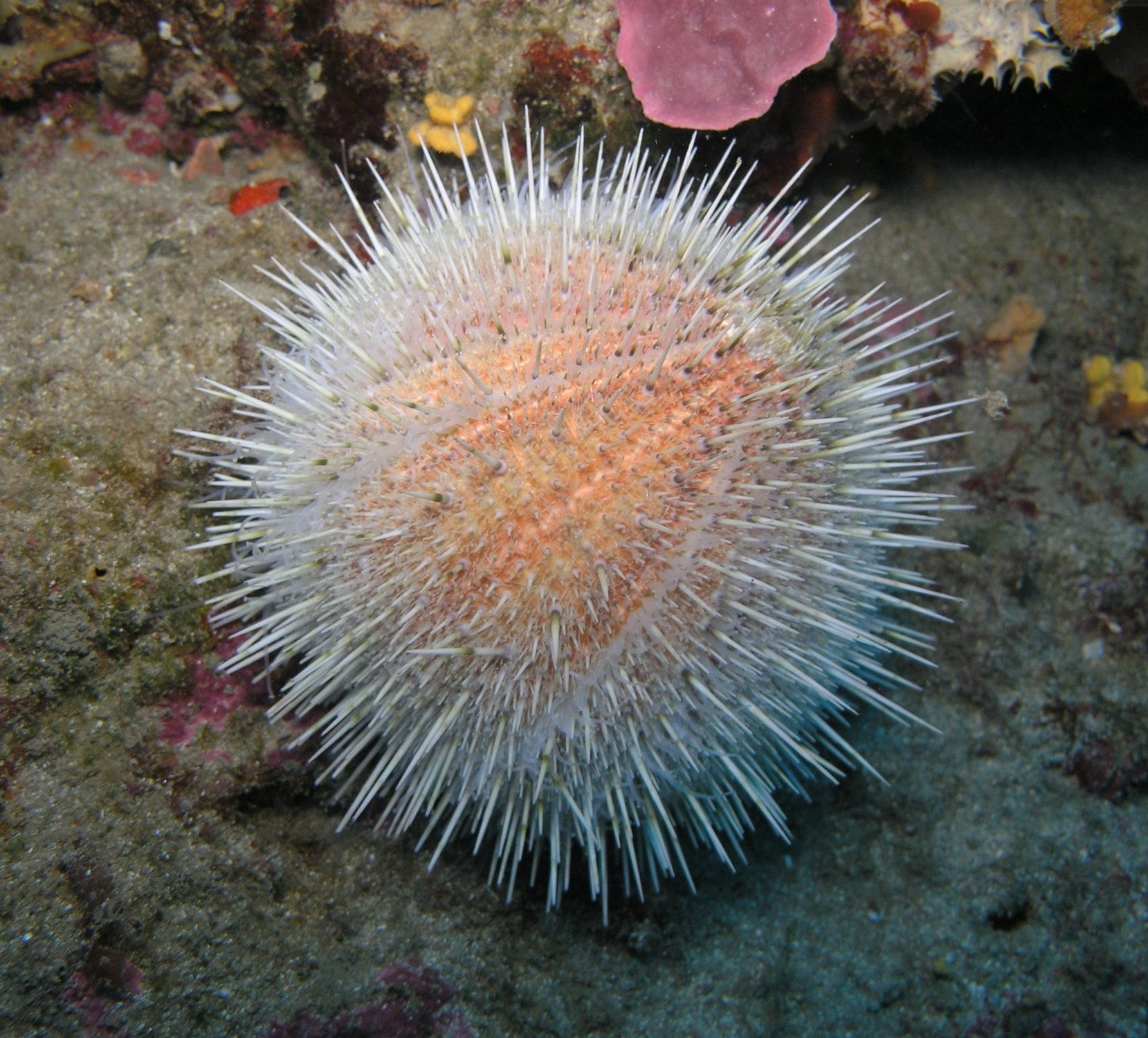
Echinus melo
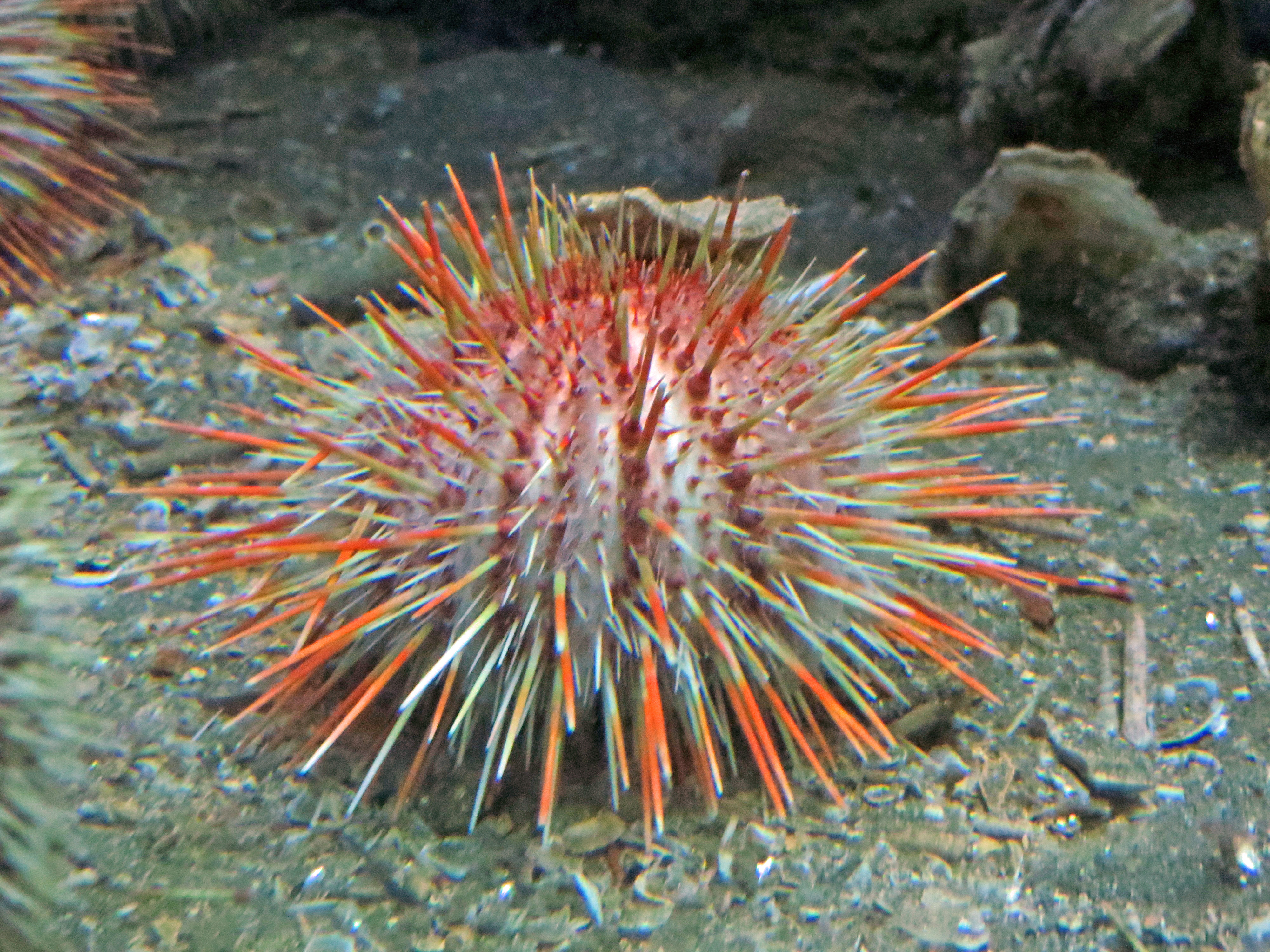
Gracilechinus acutus
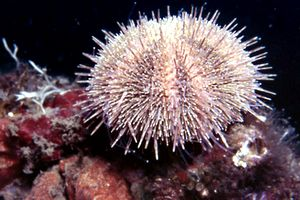
Psammechinus microtuberculatus
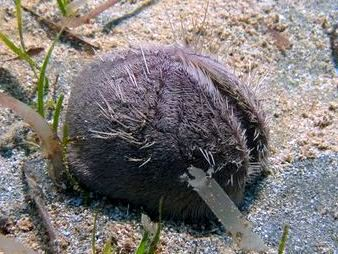
Spatangus purpureus
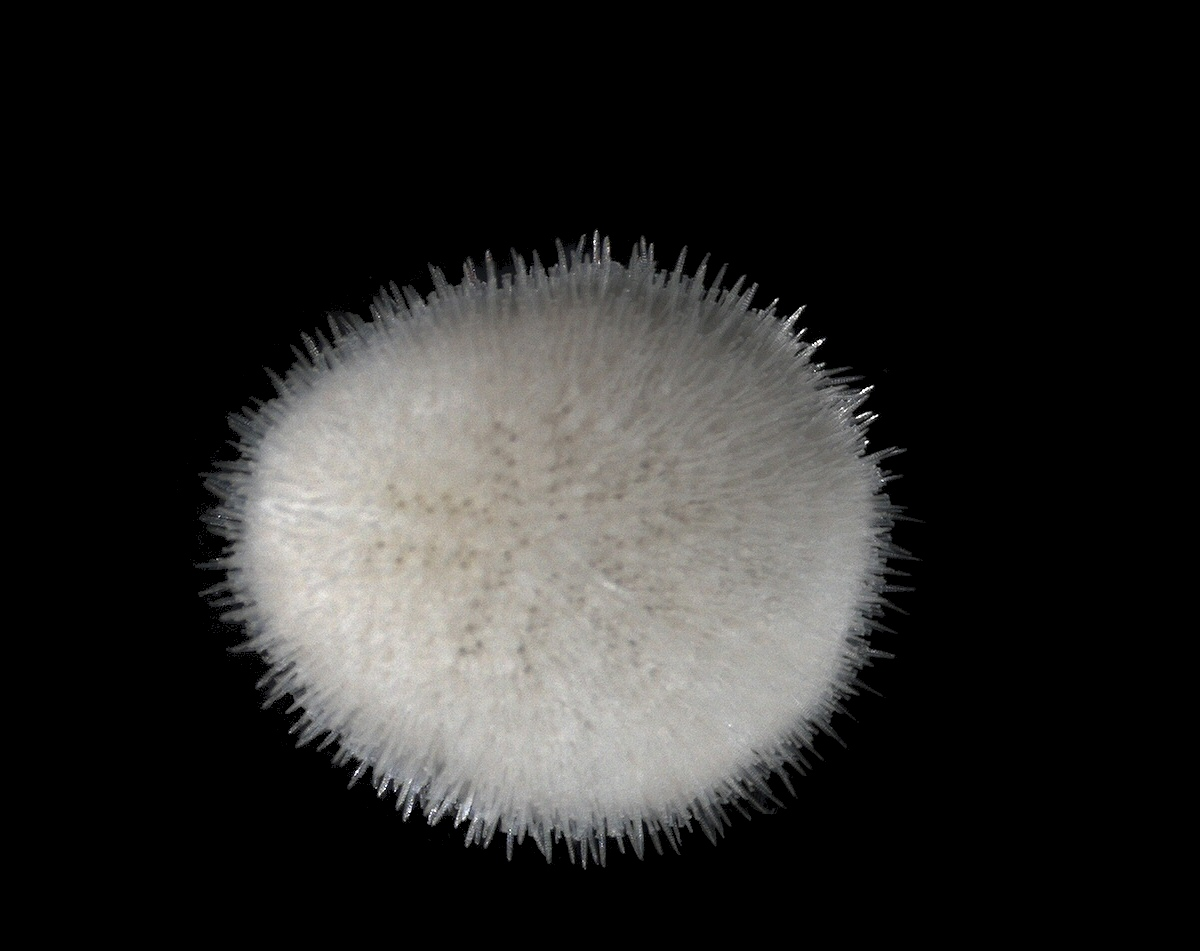
Echinocyamus pusillus)
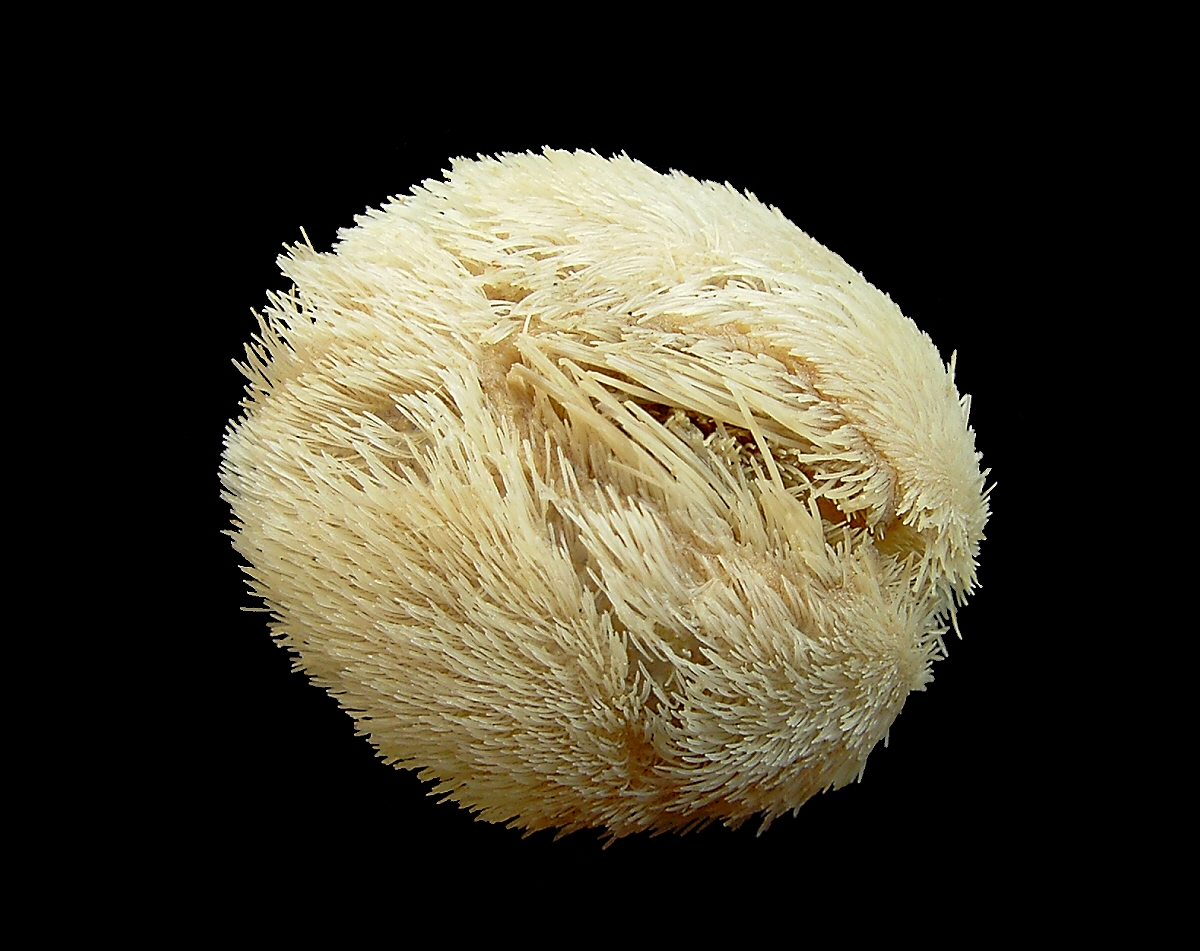
Echinocardium cordatum
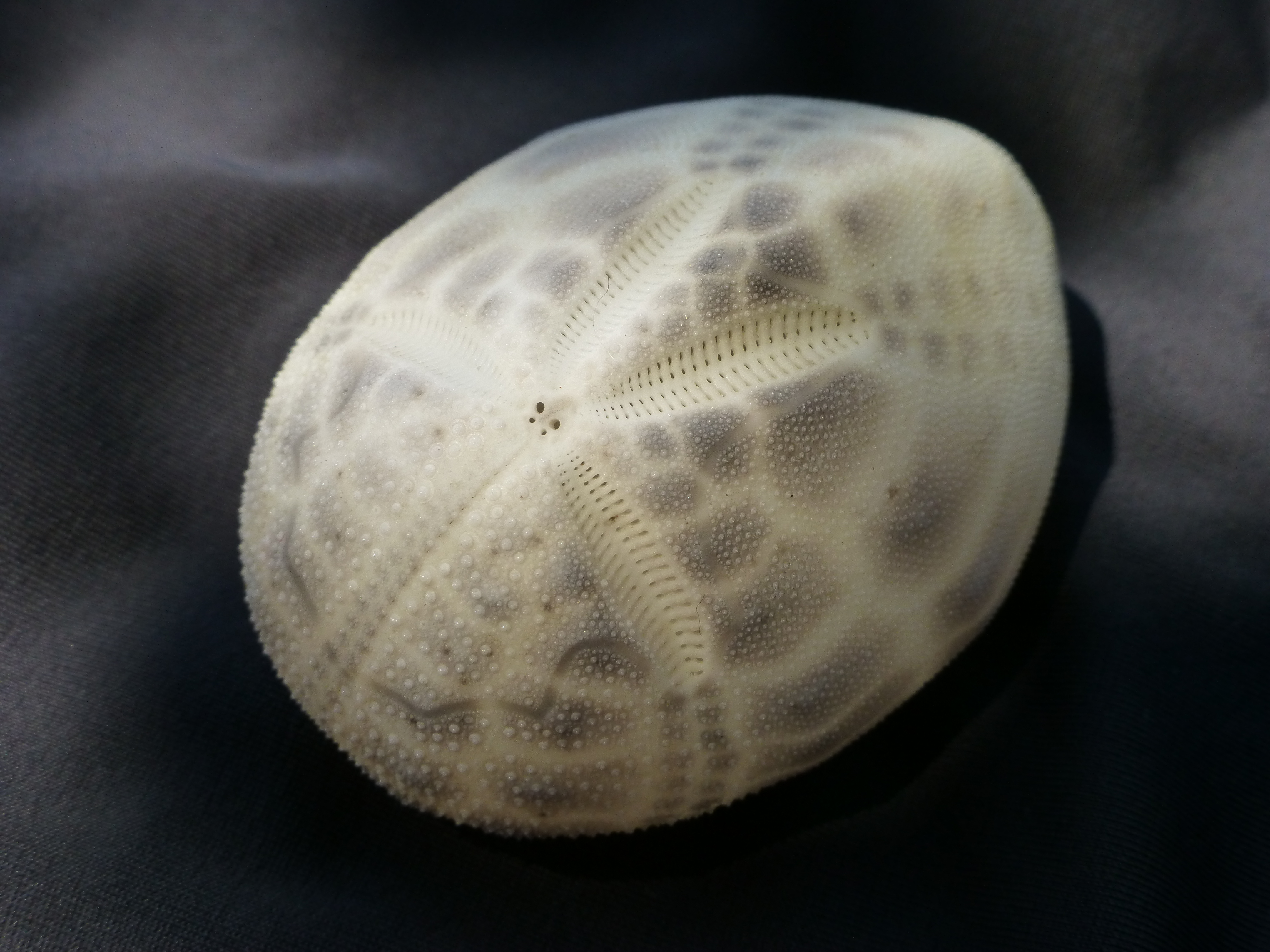
Brissus unicolor (test)
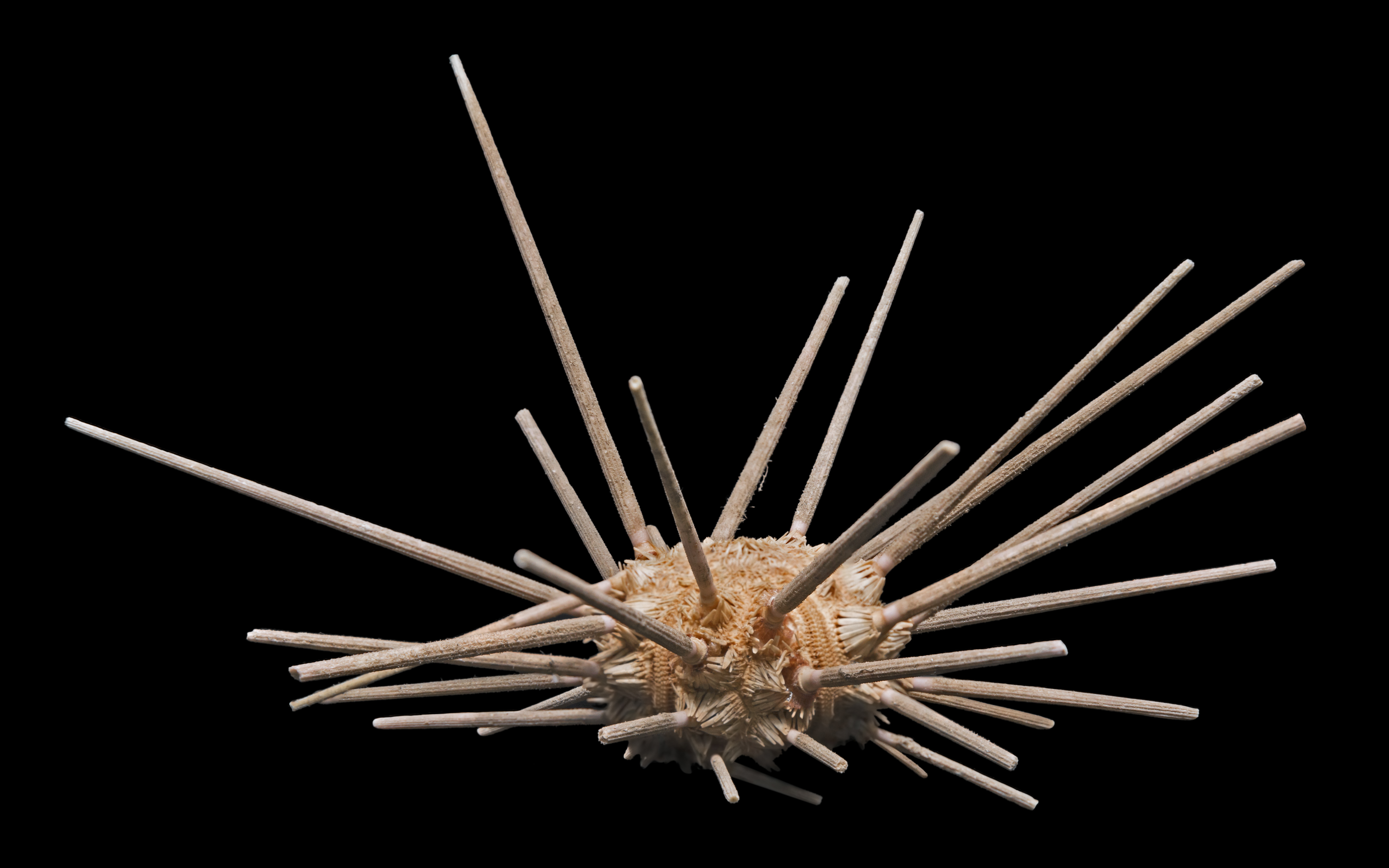
Cidaris cidaris
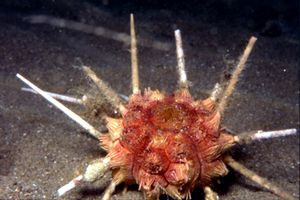
Stylocidaris affinis

## Rapporti con l'uomo

### Pesca e commestibilità

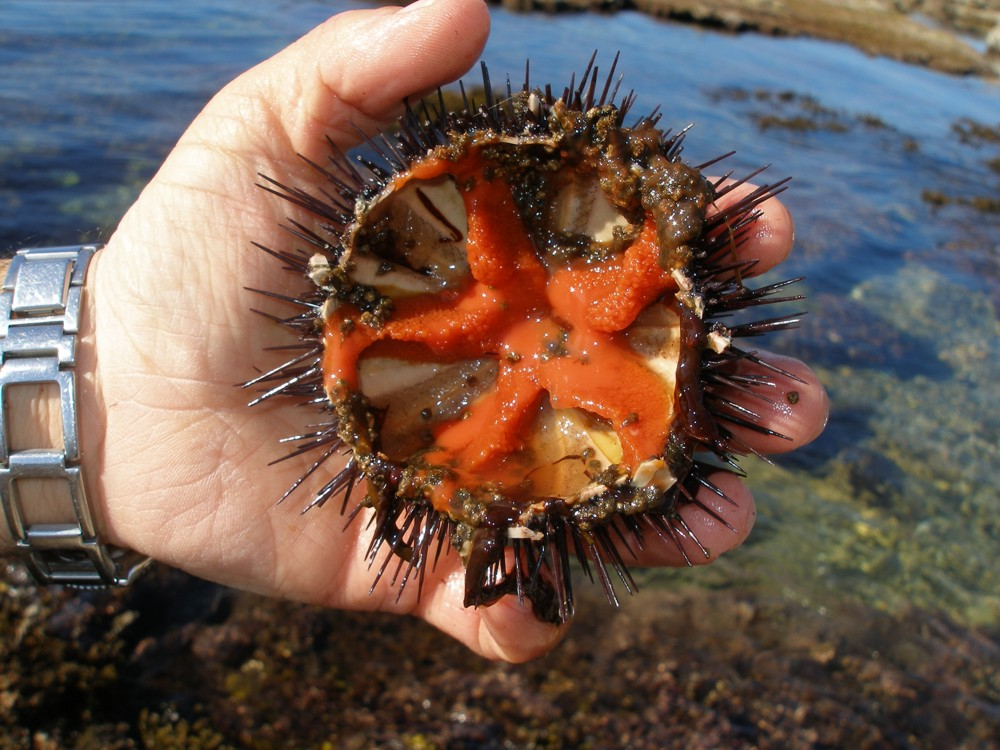
Le prelibate "uova di riccio".

Le gonadi, volgarmente definite uova, del Paracentrotus lividus sono commestibili e molto ricercate. Particolarmente pregiate per il sapore e compattezza quelle di rosso corallo acceso.

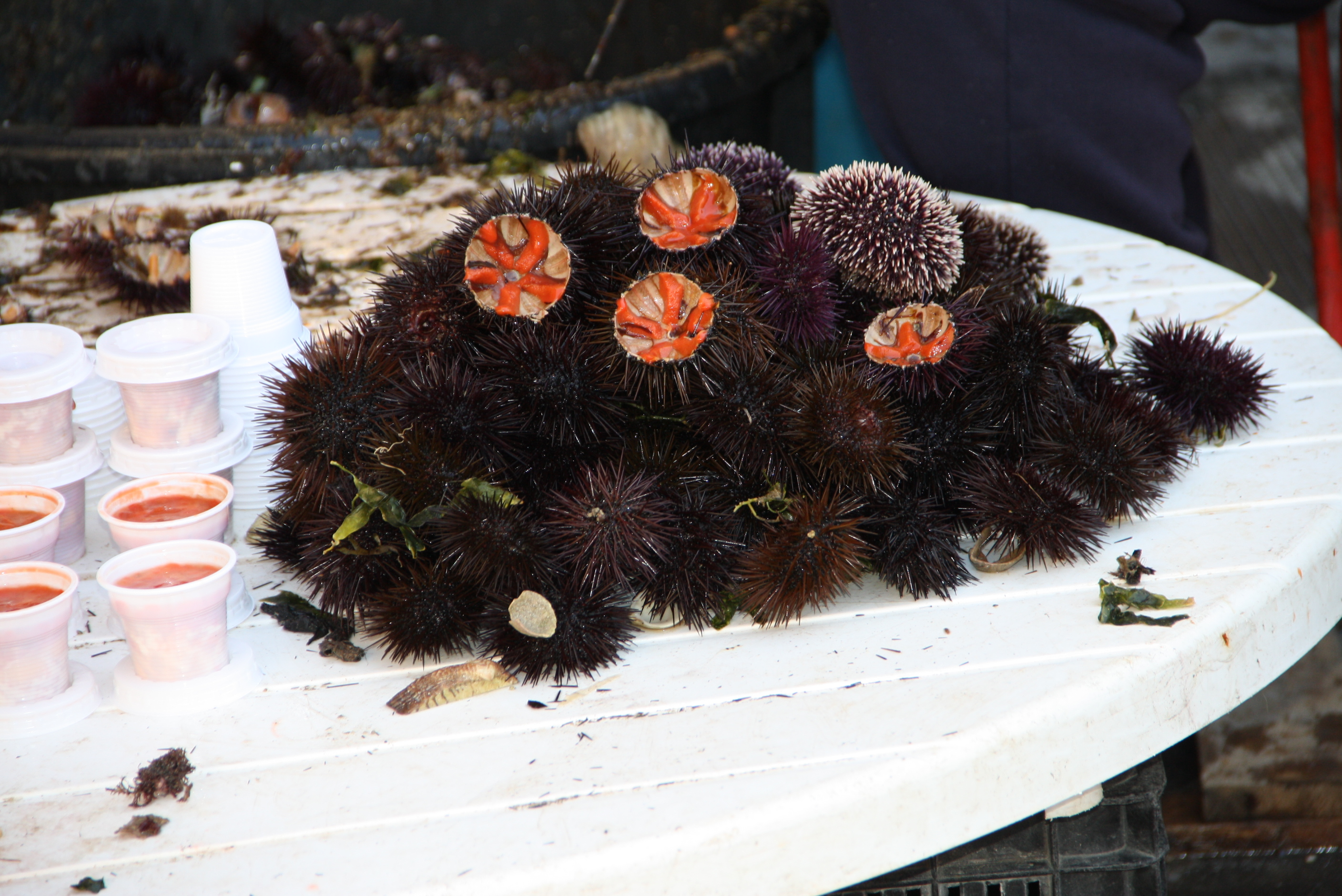
Banchetto al mercato di Siracusa. La polpa è venduta in bicchierini di plastica, pronta per essere usata per un sugo per la pasta.

### Punture
In caso di puntura, lavare e disinfettare la parte traumatizzata, nel caso di permanenza di aculei si consiglia di estrarle con delle pinzette o con l'ausilio di un ago, nel caso non si riesca ad estrarle la soluzione può essere quella di applicare dell'ittiolo e proteggere la parte con garza, l'unguento farà uscire spontaneamente le spine ed il gonfiore cesserà in pochi giorni. È consigliato rimuoverle entro poche ore in quanto col passare del tempo le spine tendono a penetrare in maggior profondità, e dopo alcuni giorni la pelle tende a riformarsi coprendo la spina, rendendone quindi più complessa la asportazione.

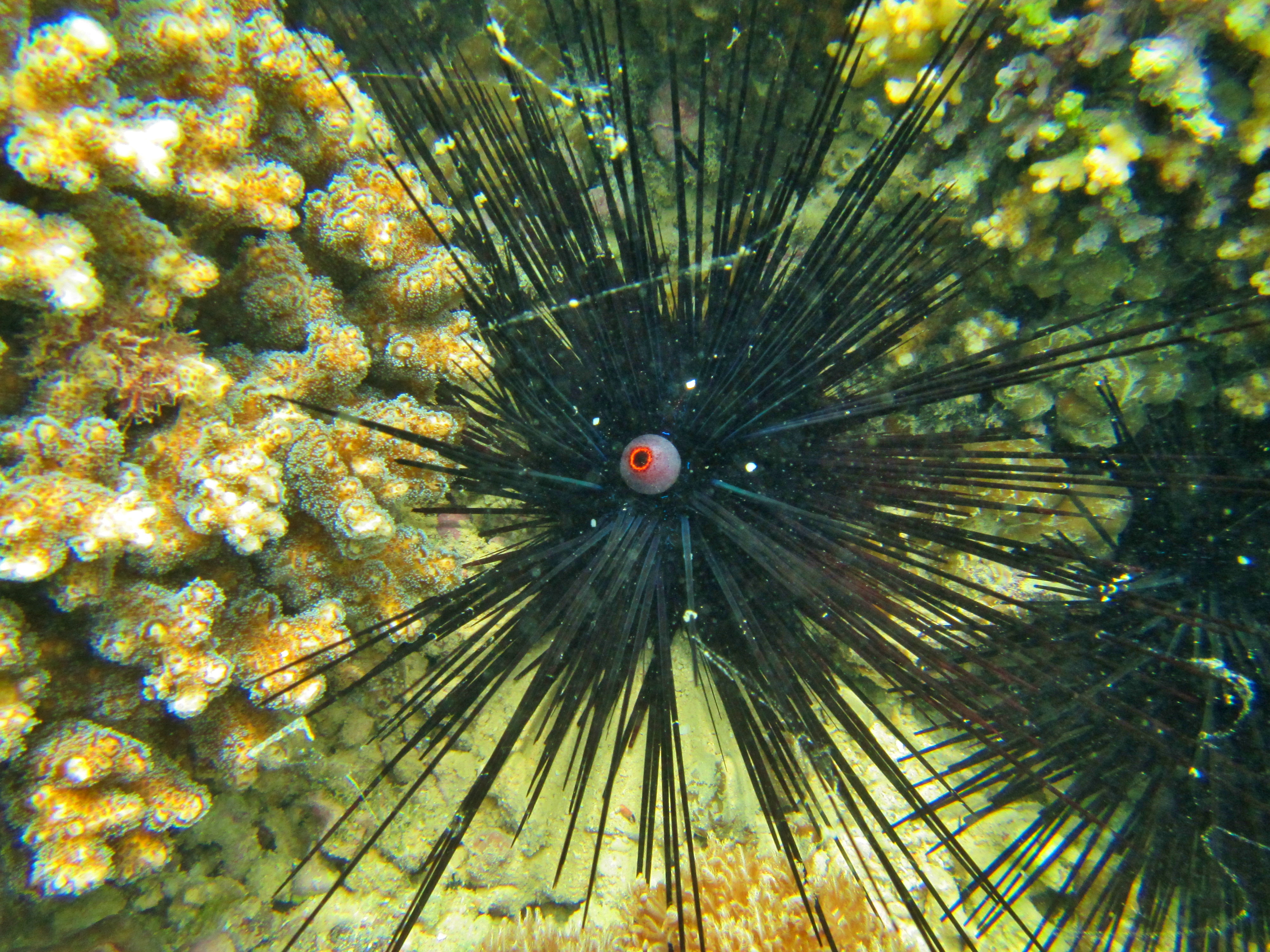
Diadema setosum.
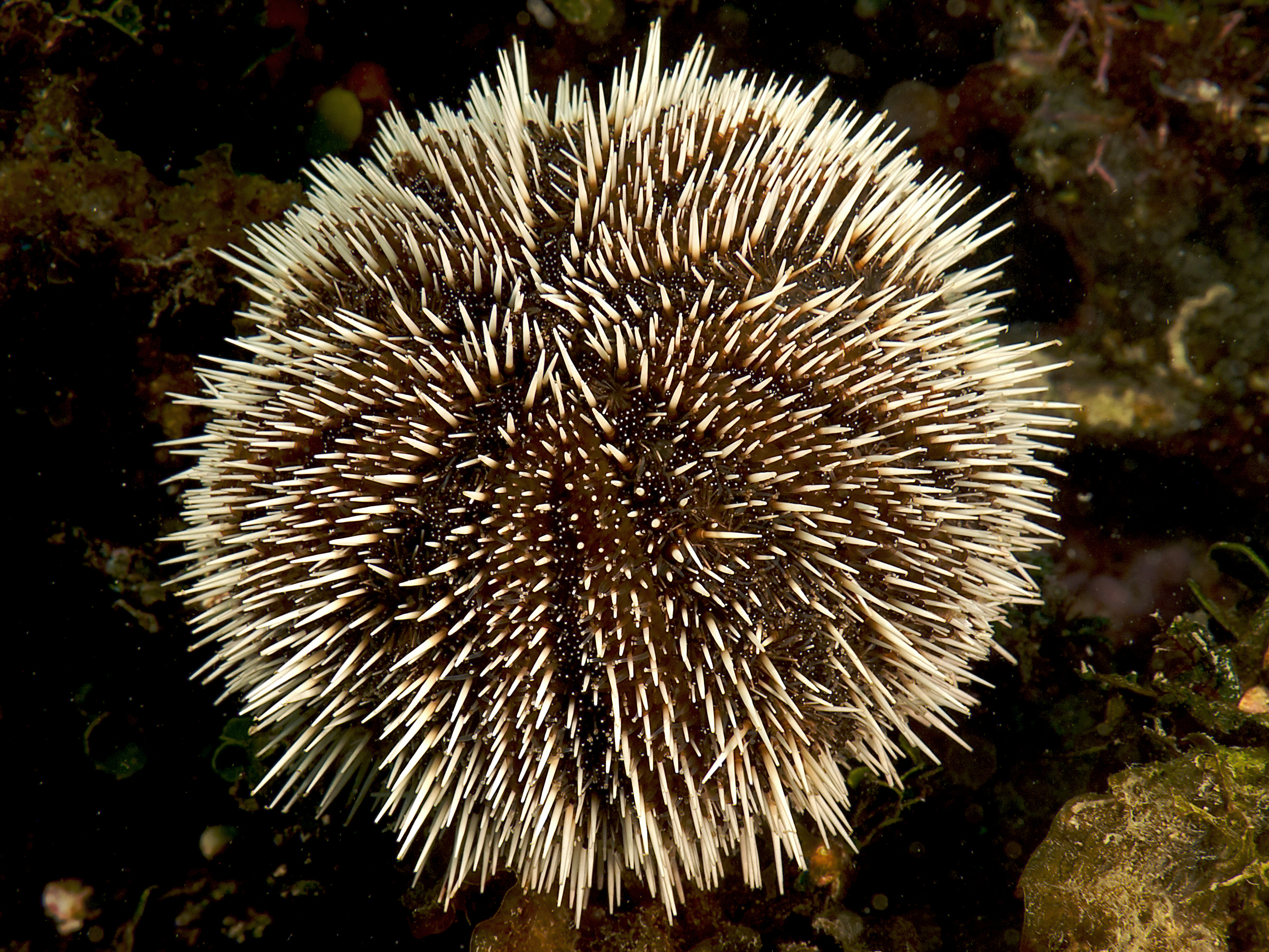
Tripneustes ventricosus.
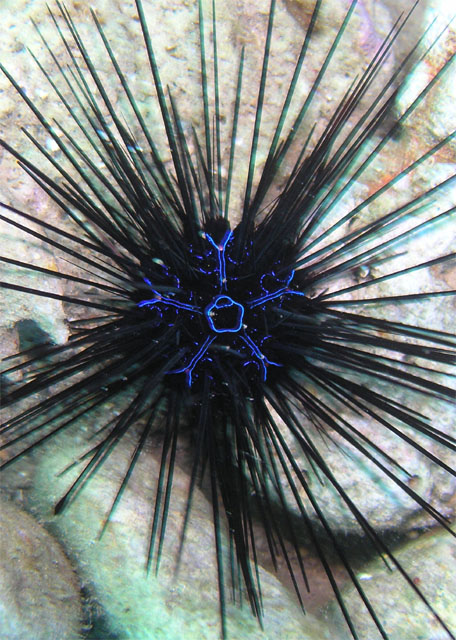
Diadema savignyi.
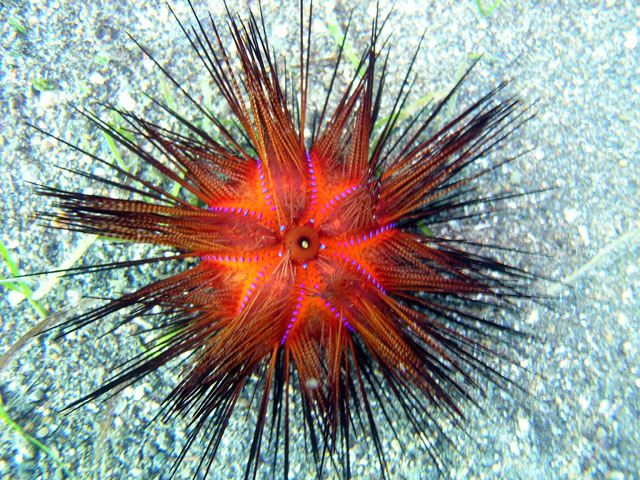
Astropyga radiata.
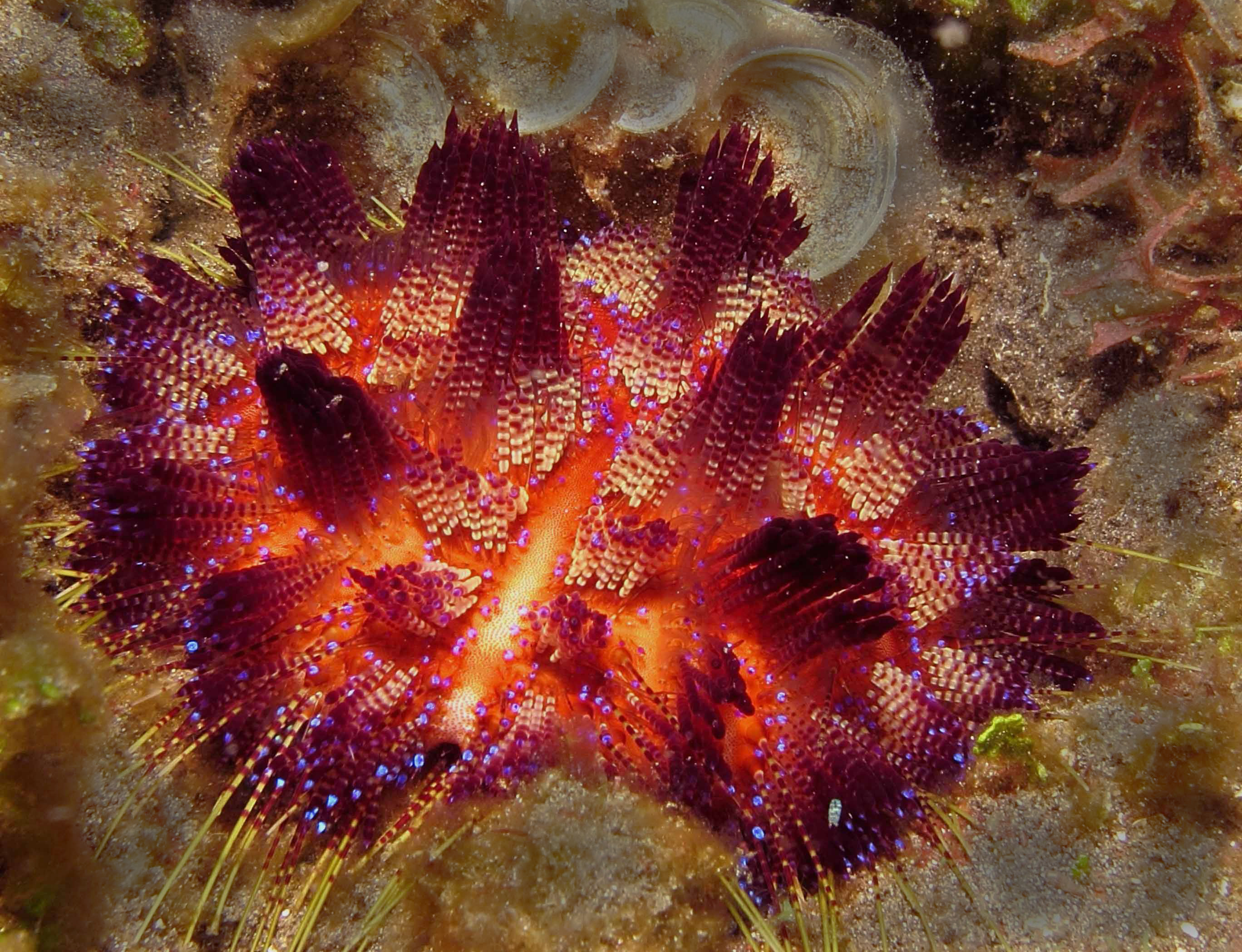
Asthenosoma varium.
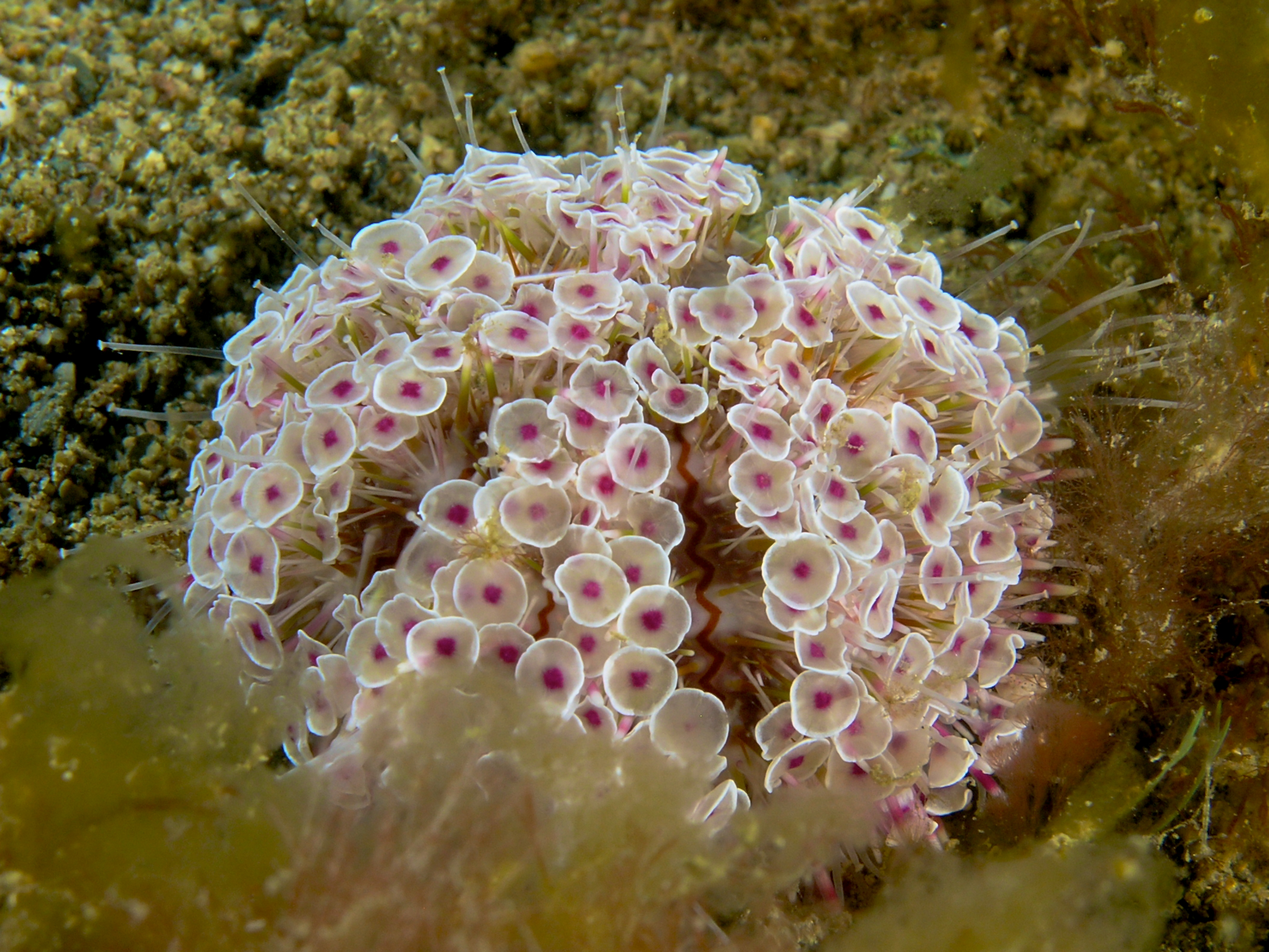
Toxopneustes pileolus.
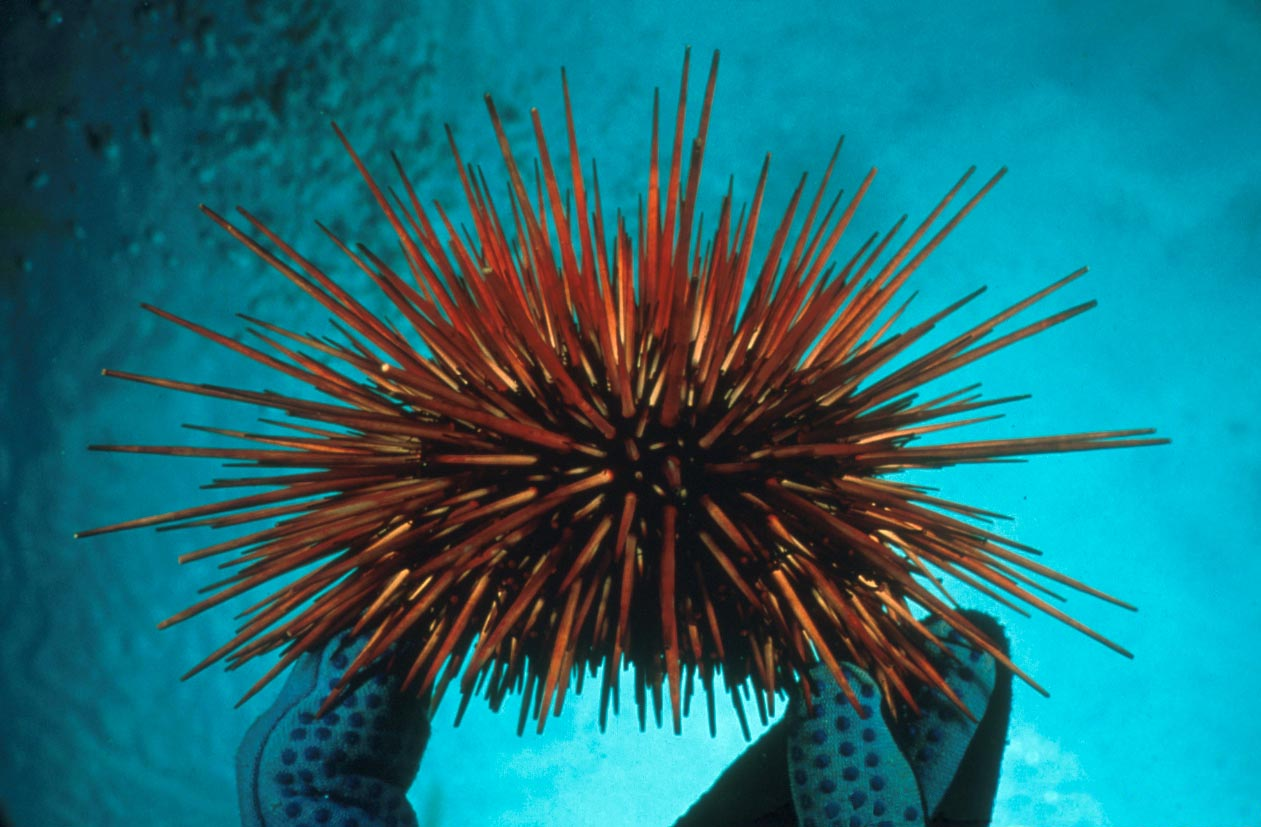
Strongylocentrotus franciscanus.
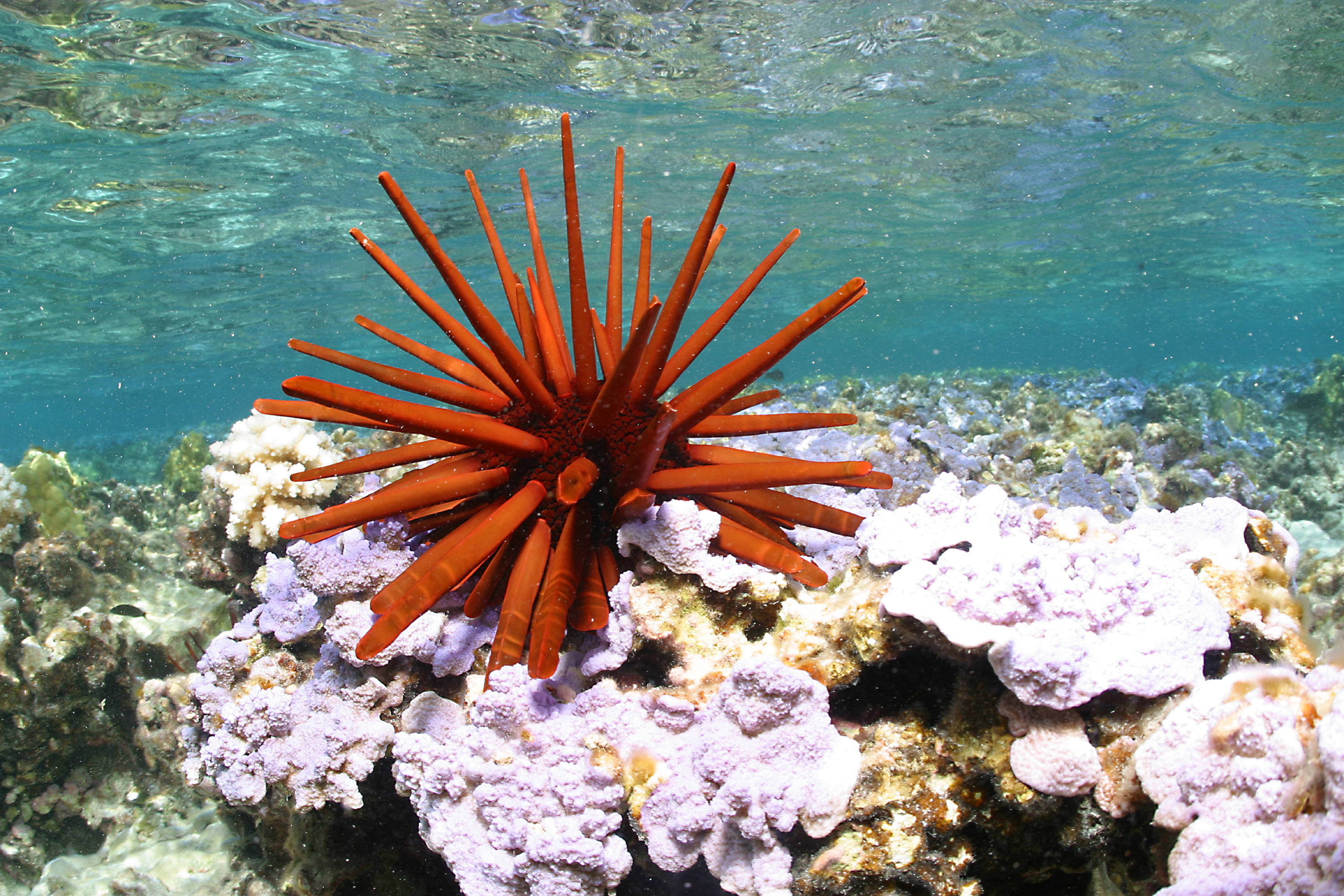
Heterocentrotus mammillatus.
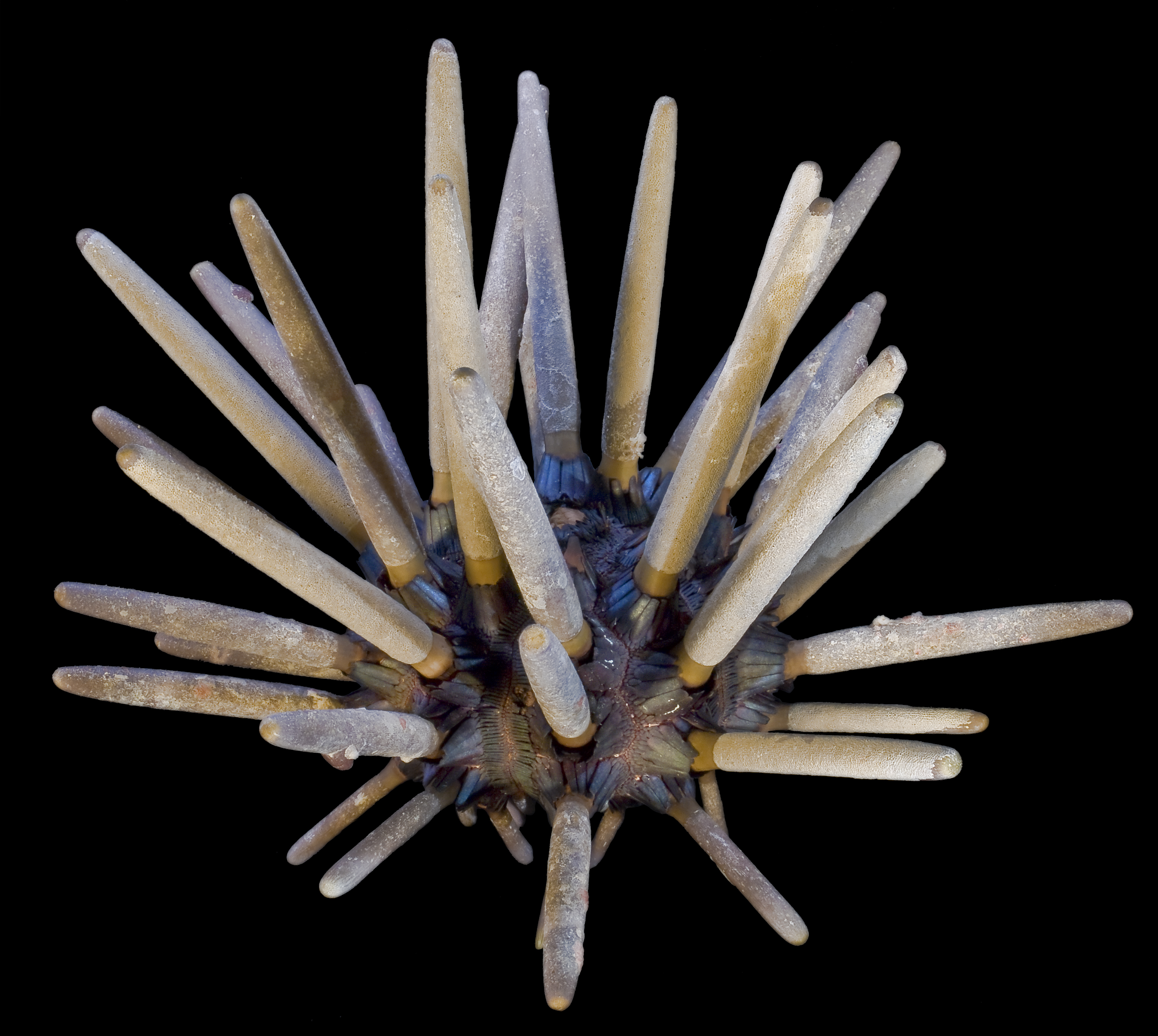
Phyllacanthus imperialis.
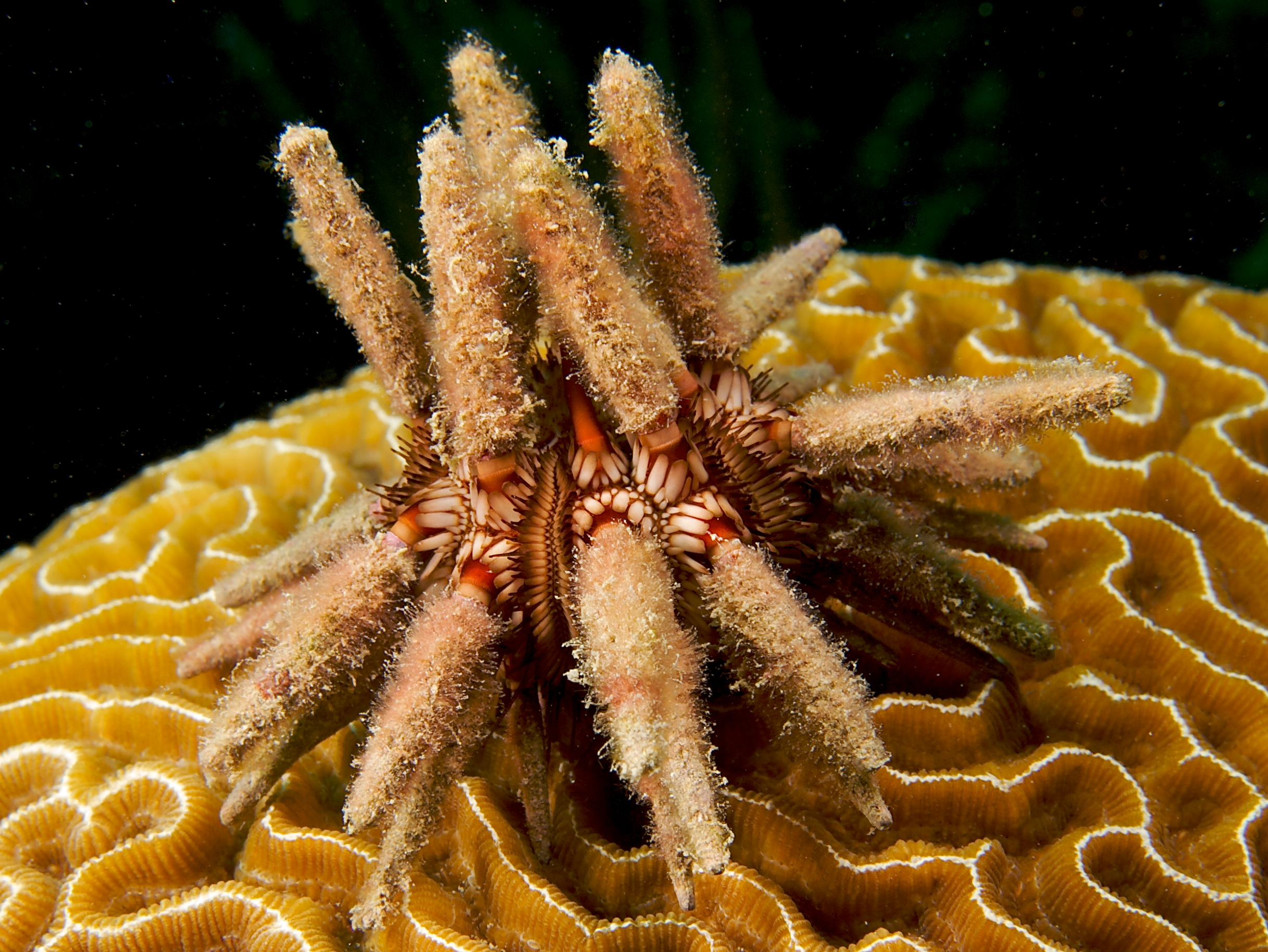
Eucidaris tribuloides.
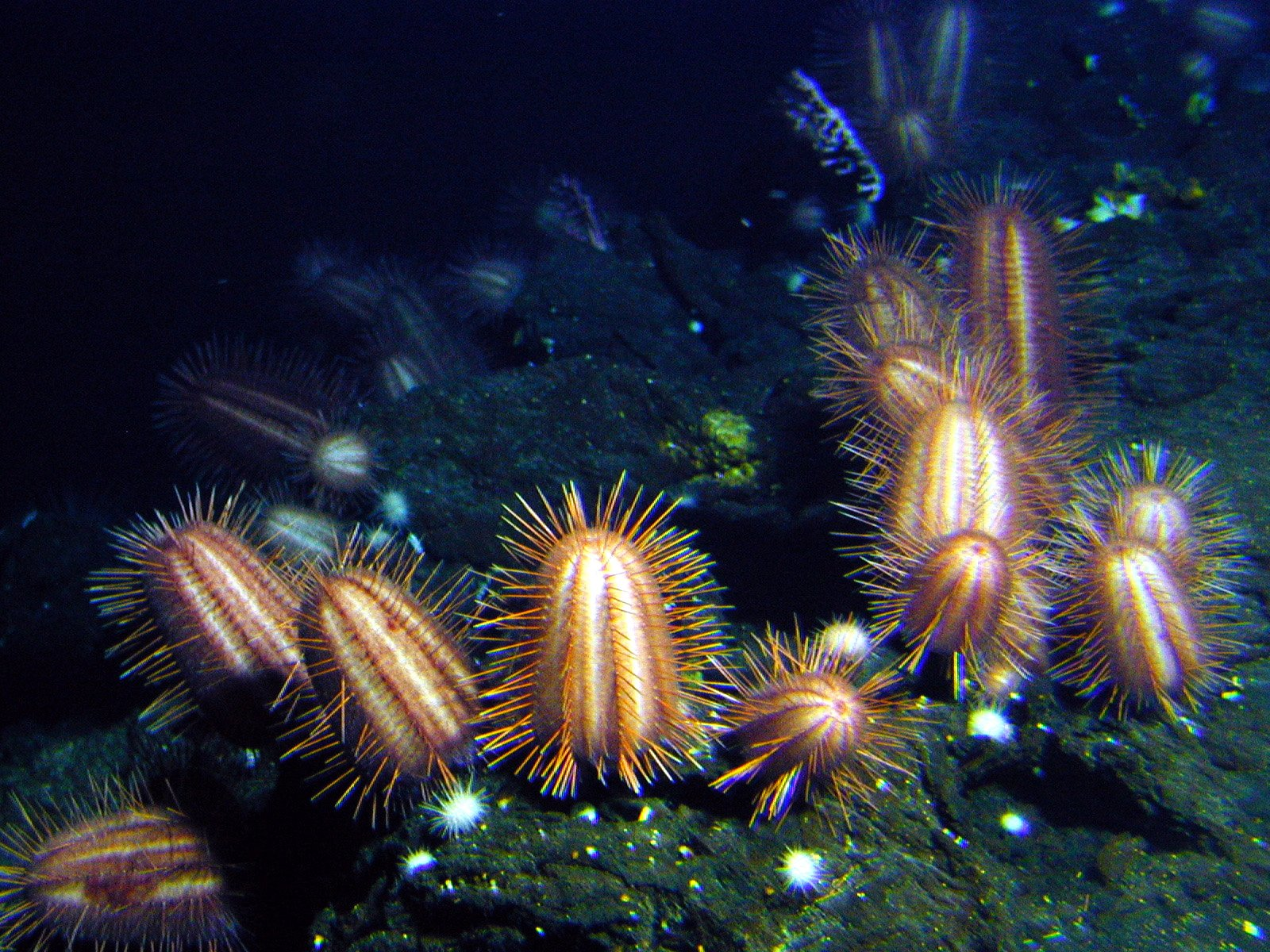
Dermechinus horridus.
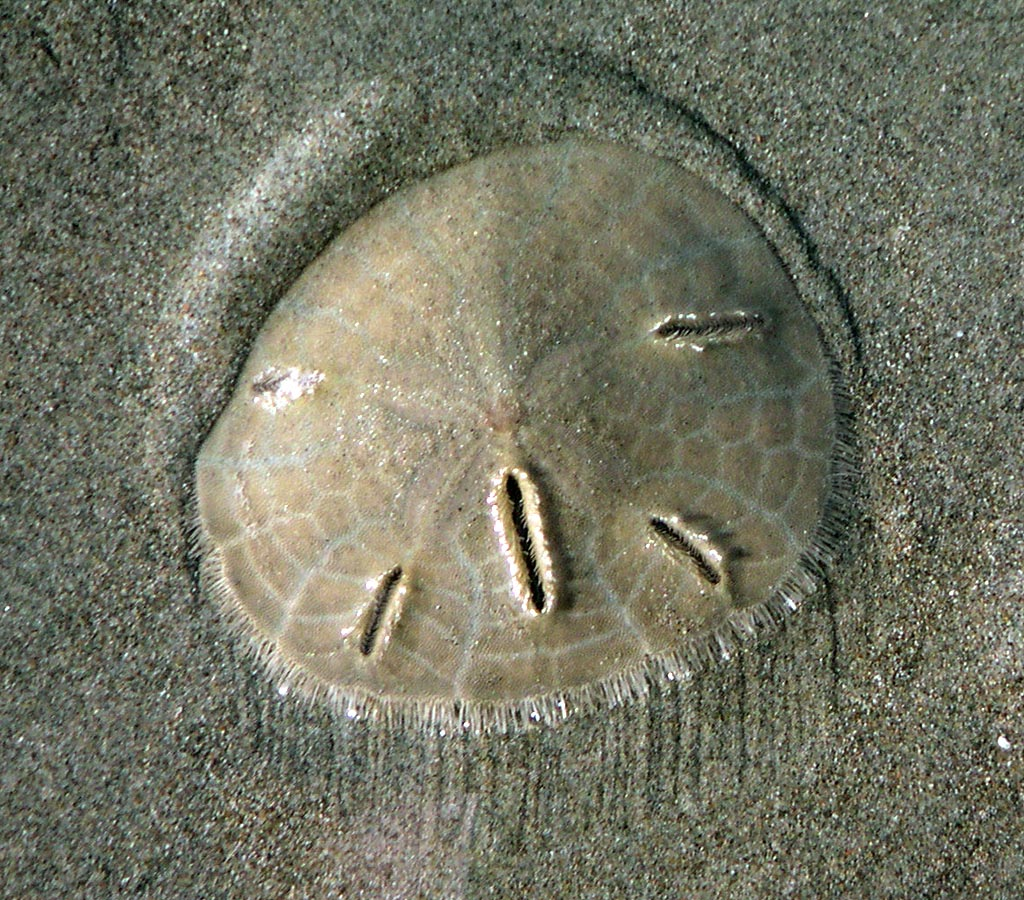
Mellita longifissa.